# Biserica de lemn din Sânpaul

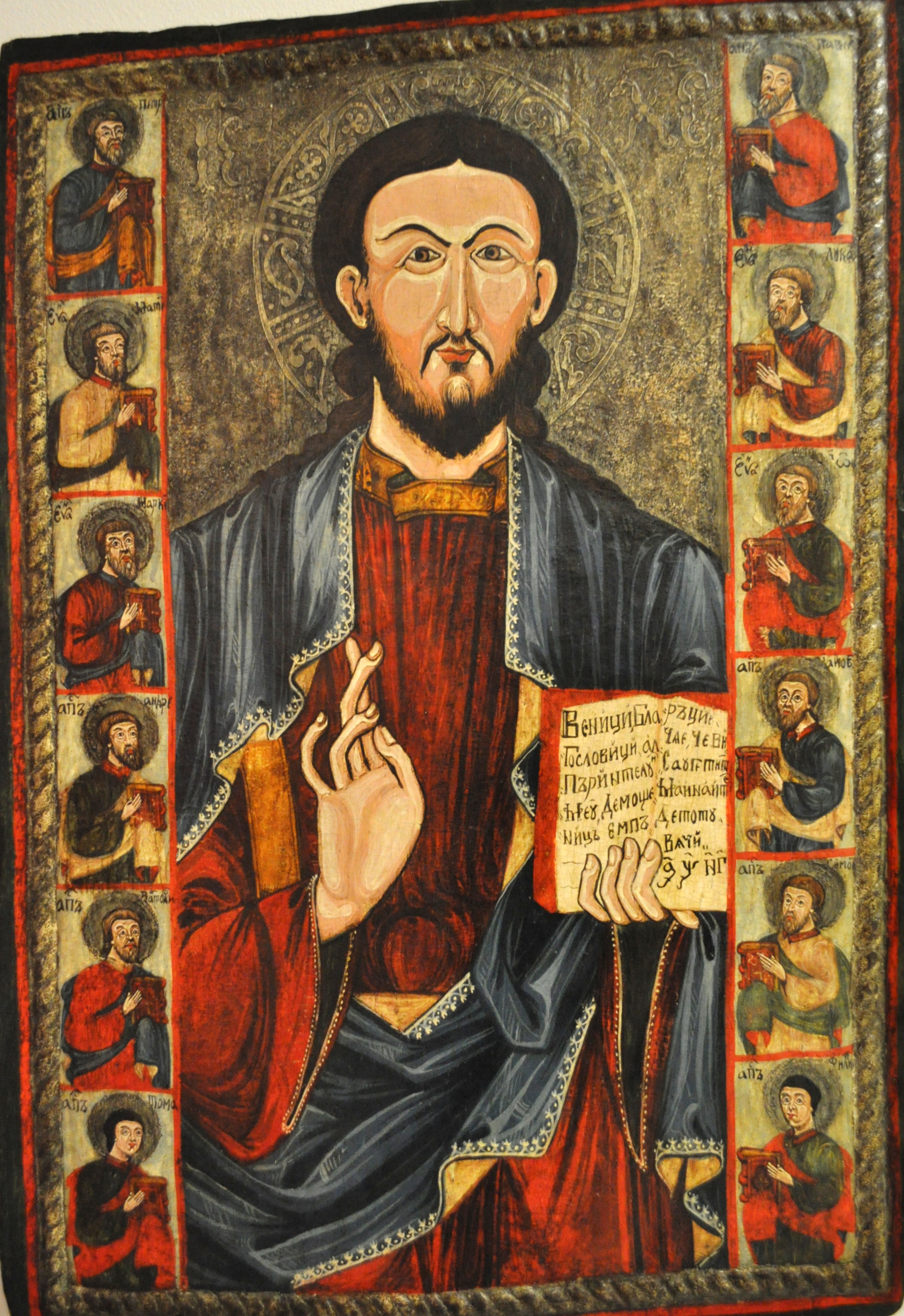
Isus Pantocrator (Nechita Zugrav, 1753)

Biserica de lemn din Sânpaul, județul Cluj, datează probabil din a doua parte a secolului XVIII. Inscripția care datează biserica, aflată în dreapta intrării a fost deteriorată de un fulger. Anul inscripționat ar putea să fie 1780. Are hramul „Sfinții Arhangheli Mihail și Gavriil”. A fost zugrăvită de Dimitrie Ispas din Gilău în 1788. Biserica se află pe noua listă a monumentelor istorice sub codul LMI: cod LMI CJ-II-m-B-07756.

## Istoric și trăsături
Biserica de lemn din Sânpaul, așezată pe o colină din dreapta șoselei Cluj-Zalău, în mijlocul cimitirului sătesc, unde dăinuie de peste 300 de ani, a fost construită în anul 1722.
Edificiul, de tip Blockbau, este construit din bârne de stejar “fățuite” și îmbinate la extremități în coadă de rândunică, dar și în “cheotoare dreaptă”. Biserica are la bază un plan dreptunghiular, cu latura de 8,89 m, în exterior, și lățimea de 6,30 m. Pe lățimea acesteia, în partea sudică, la intrare, a fost atașat, probabil ulterior, cu cel puțin 7-8 decenii, un pridvor de 6,30/2,76, care nu mai putea fi structural legat de construcție. Acesta a fost edificat cu scopul de a susține turnul clopotniței, până atunci probabil separată, și de a permite ca deasupra pronaosului să se aranjeze spațiul prevăzut pentru “cor” sau pentru “tineretul satului”.
Spre deosebire de arhitectura tipizată a celorlalte biserici, pridvorul acesta, ca element constructiv destinat a susține turnul, ar fi trebuit ‘strâns’ în corpul pronaosului și navei pentru a asigura întregului stabilitatea necesară, dar a fost doar ‘lipit’, după ce biserica a fost pictată, în 1788, atunci când a fost amenajată și ‘încăperea’ de deasupra pronaosului. Operațiunea trebuie să fi fost destul de complicată tehnic, întrucât pare a fi necesitat scoaterea bârnelor din peretele despărțitor, una dintre acestea, pictată deja, fiind fixată, fără vreun rol distinct, la baza de susținere a stâlpilor turnului.
Naosul și parțial altarul, se află sub o interesantă boltă semicilindrică, proporțional mai scundă peste absidă. Bârnele bolții naosului au fost așezate pe una mai solidă, fixată vertical în interior, iar cele ale bolții altarului direct pe pereții paraleli, retrași. Pentru restul ‘cerimii’ absidei, meșterii au utilizat trei triunghiuri sferice, ca și la altarele unor biserici din zonă, dar atât de bine fixate, încât nici după uscarea lemnului nu au apărut fisuri.

## Imagini din exterior

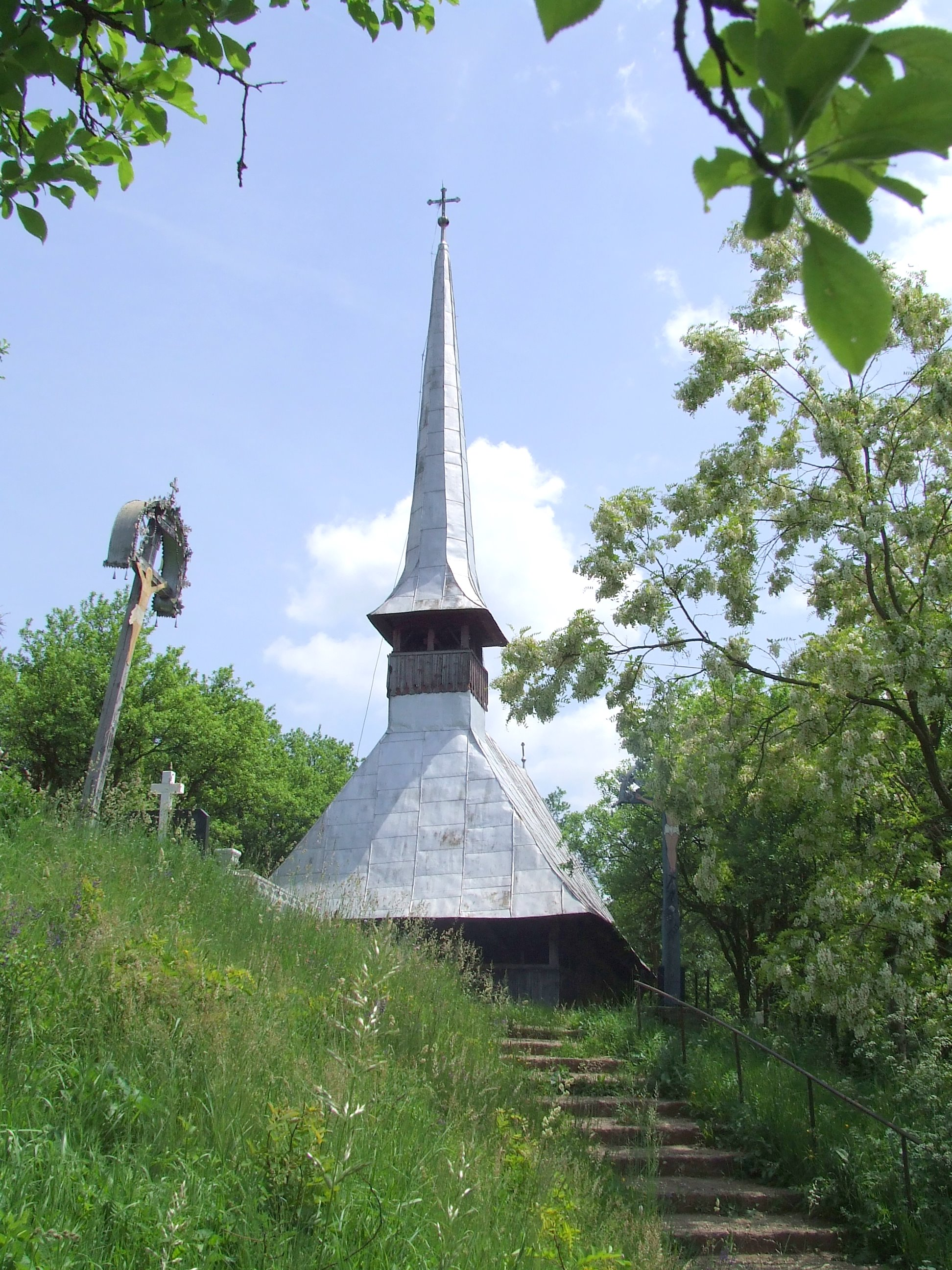
Biserica de lemn din Sânpaul, județul Cluj, 2008
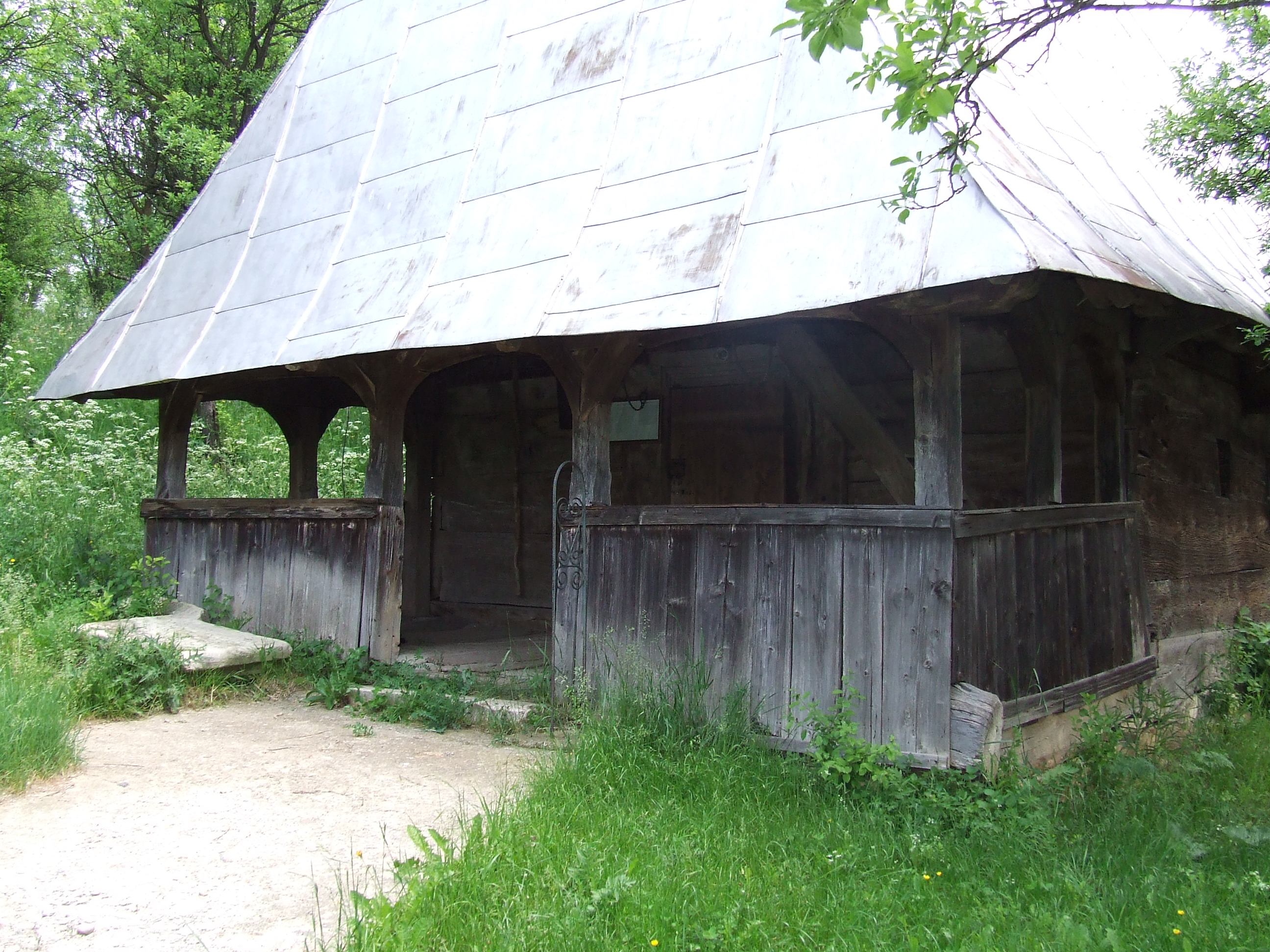
Prispa bisericii
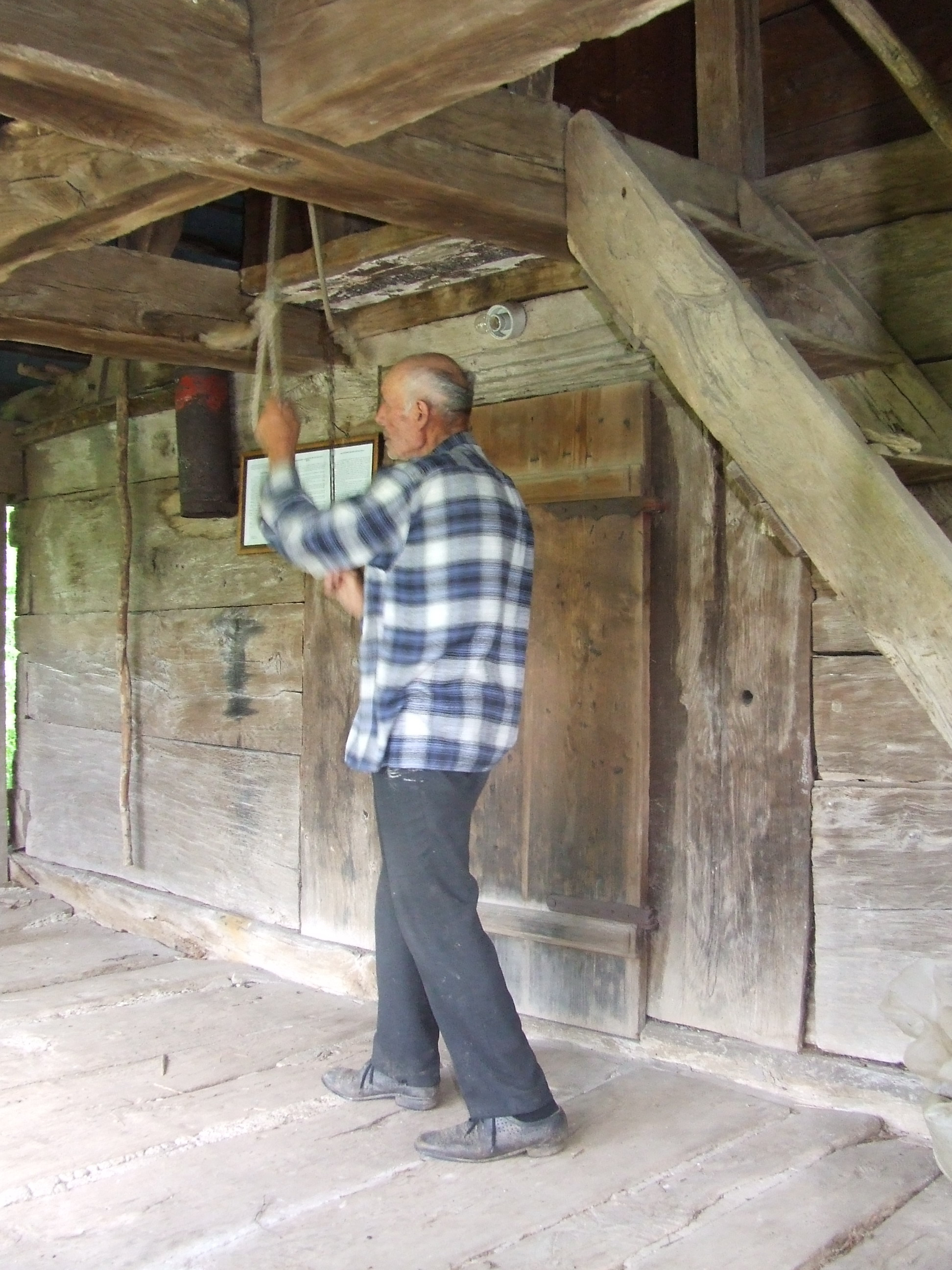
Fătul trăgând clopotele
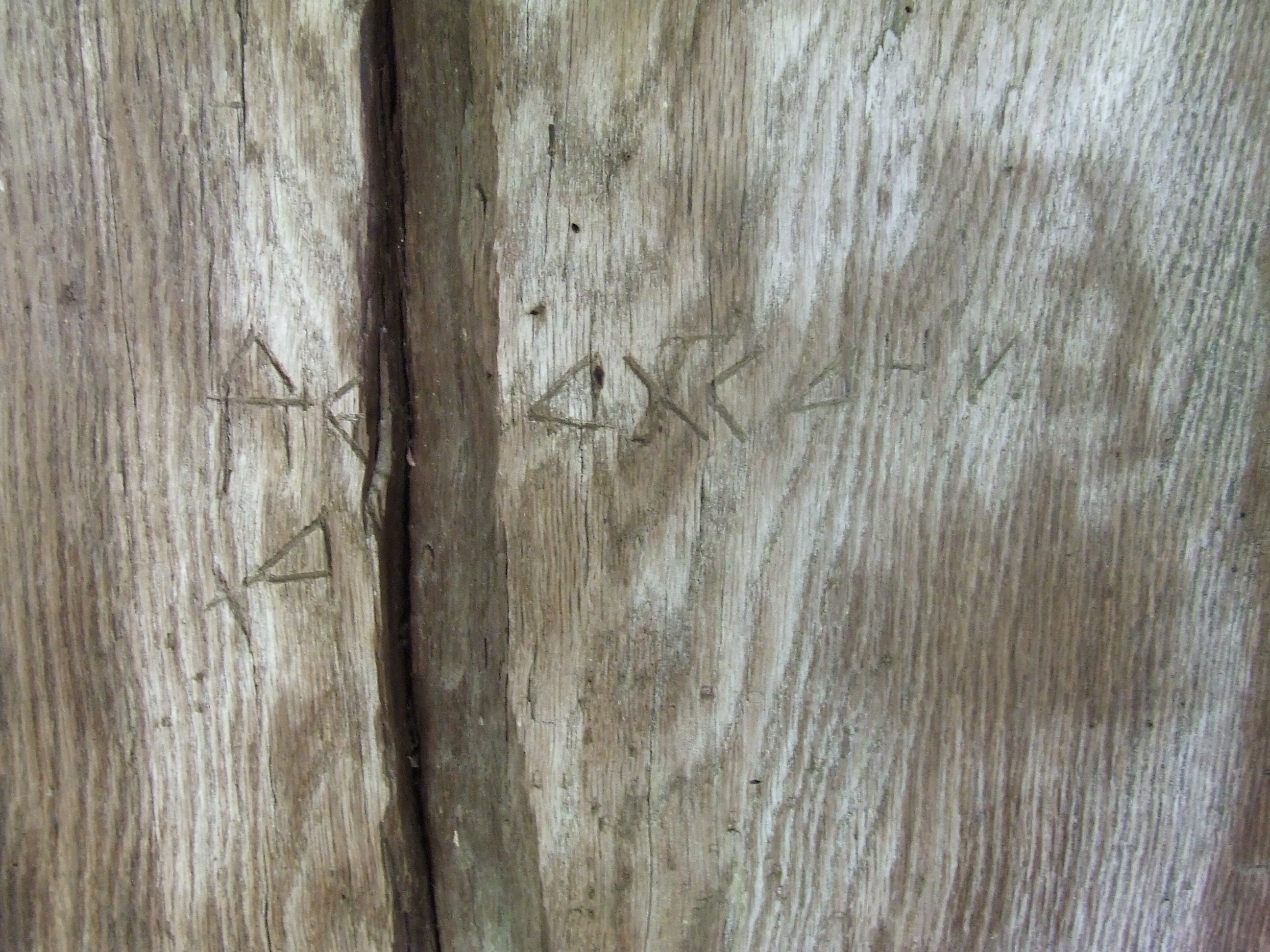
Inscripția din dreapta intrării
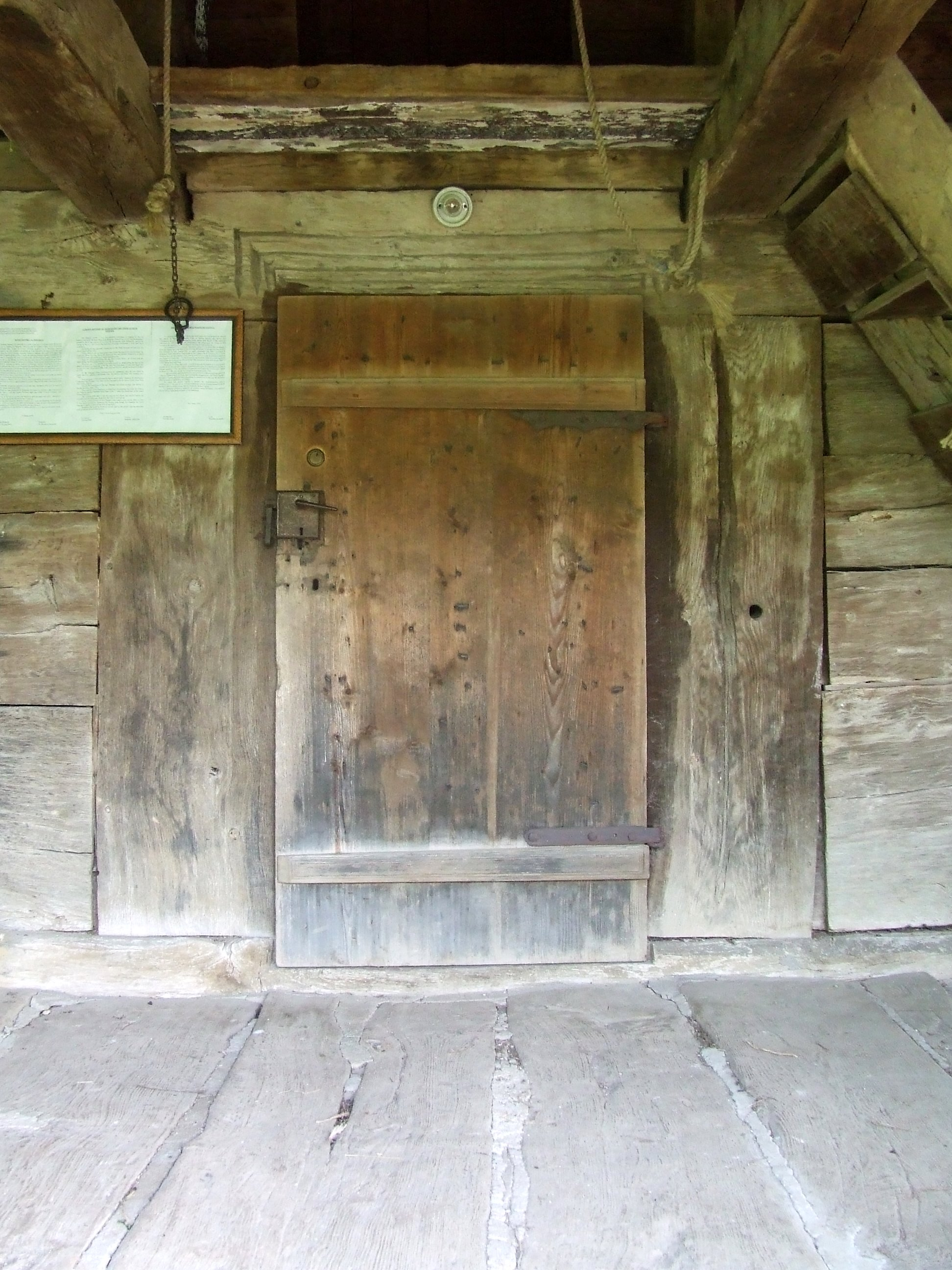
Portalul intrării.
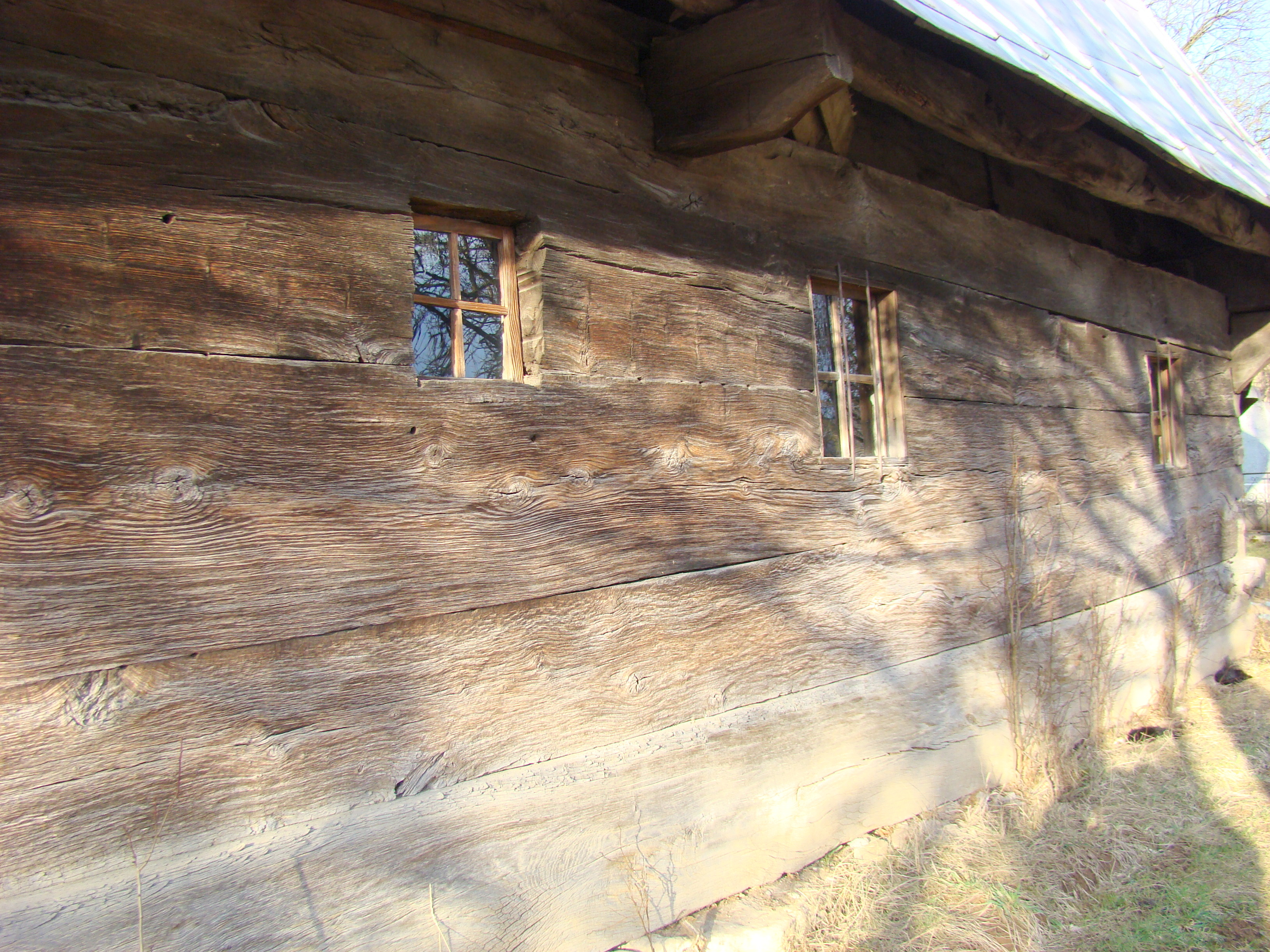
Latura de sud a bisericii.
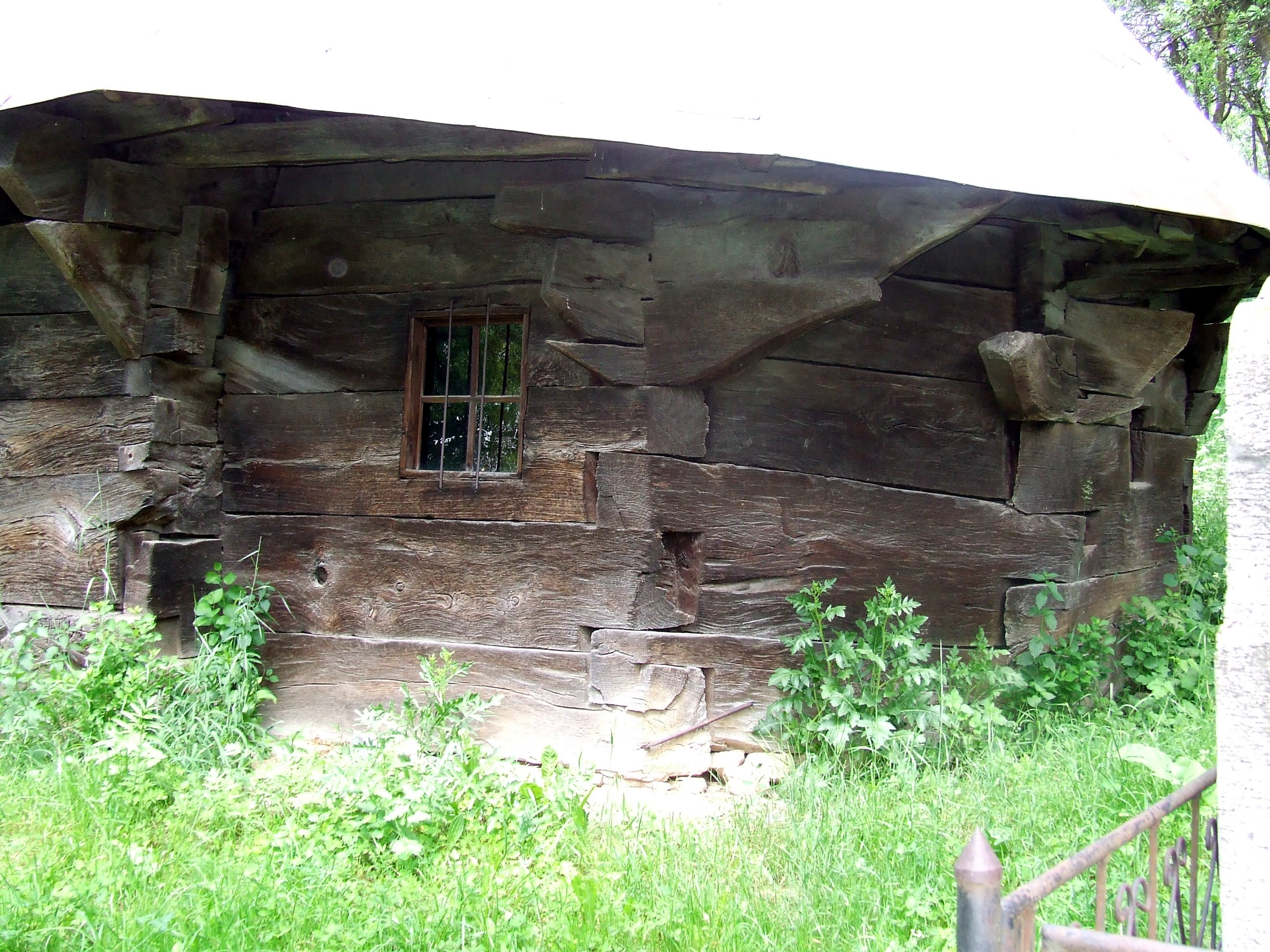
Absida altarului.
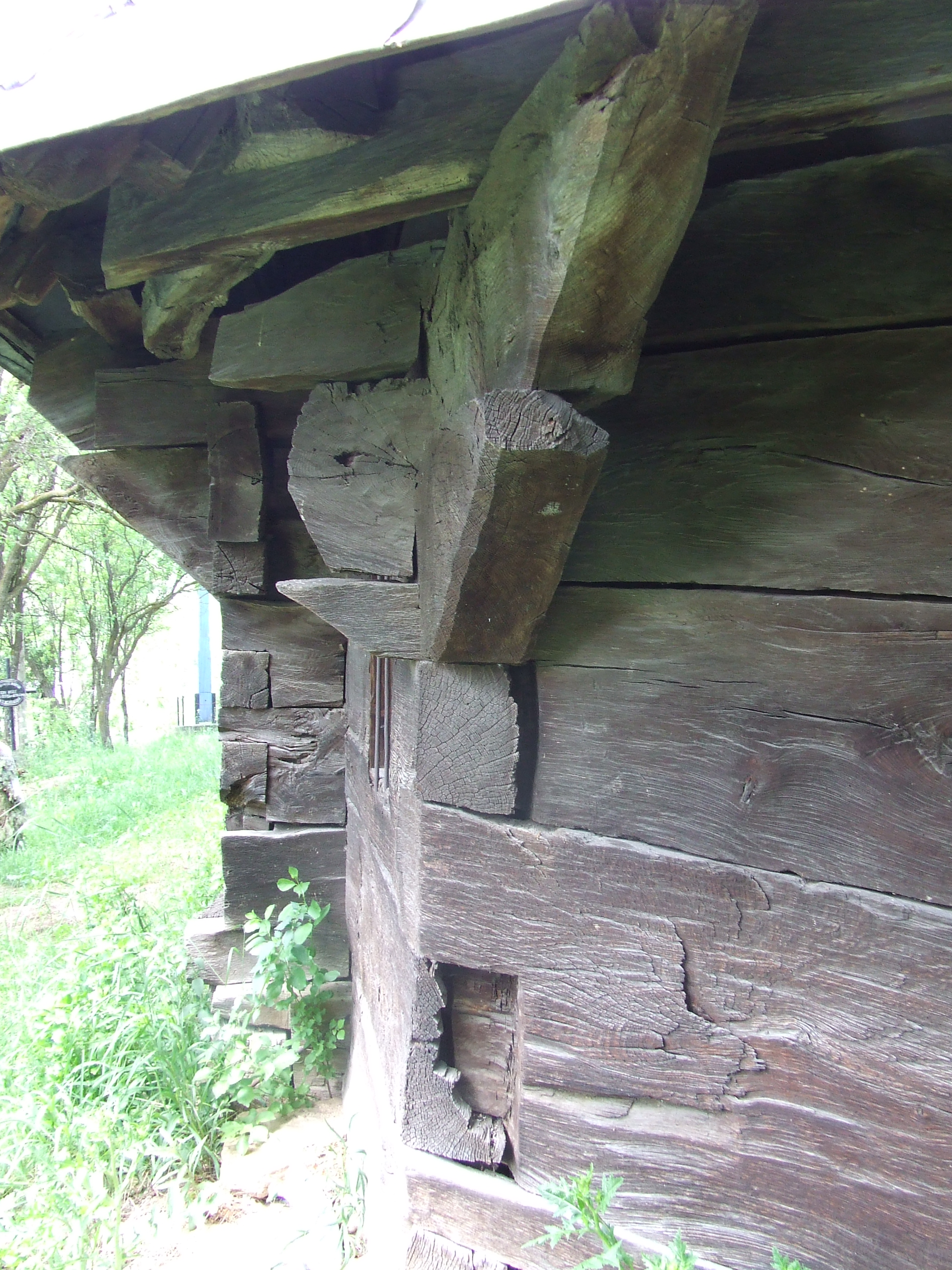
Îmbinări
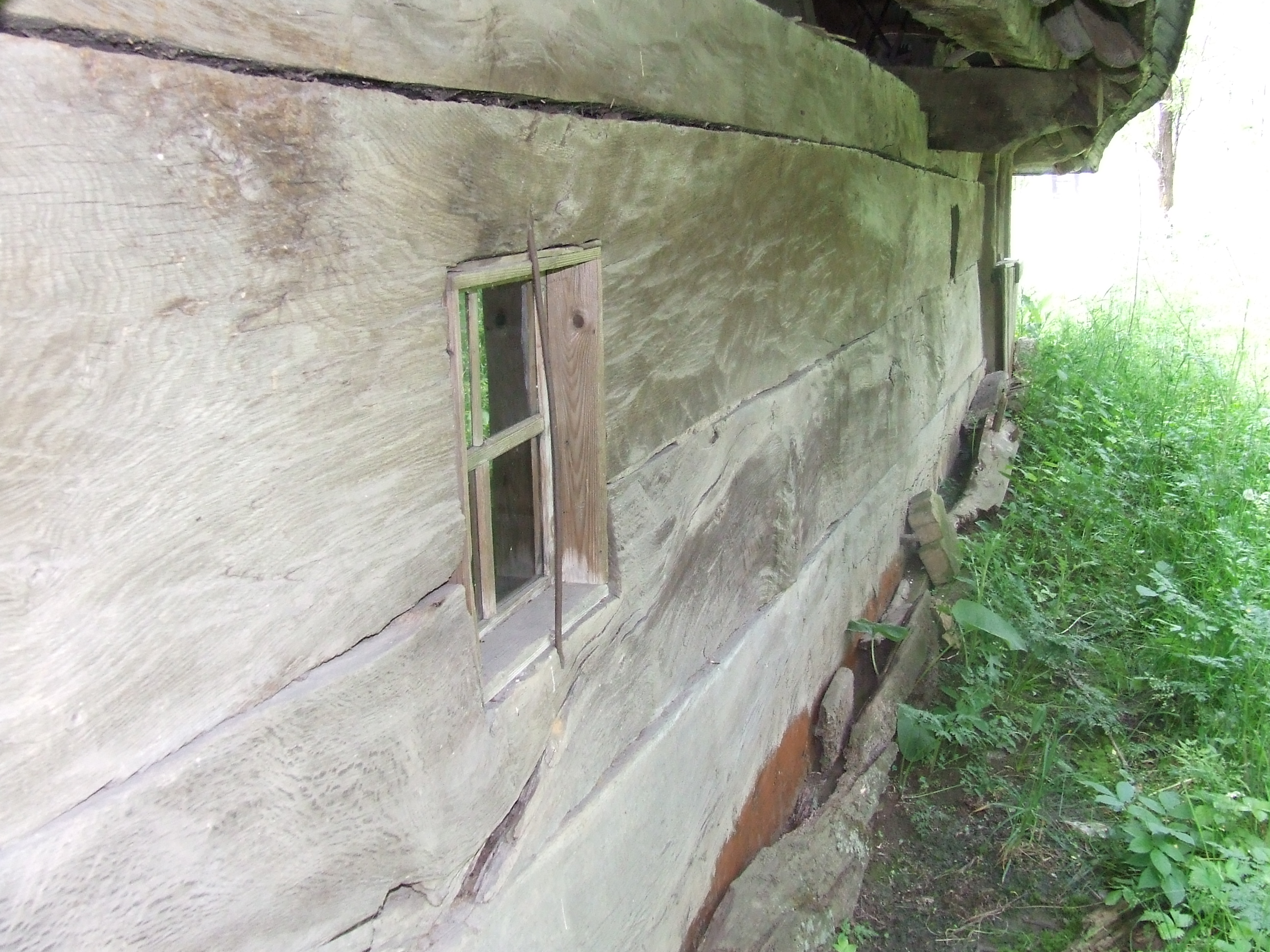
Latura de nord a bisericii.
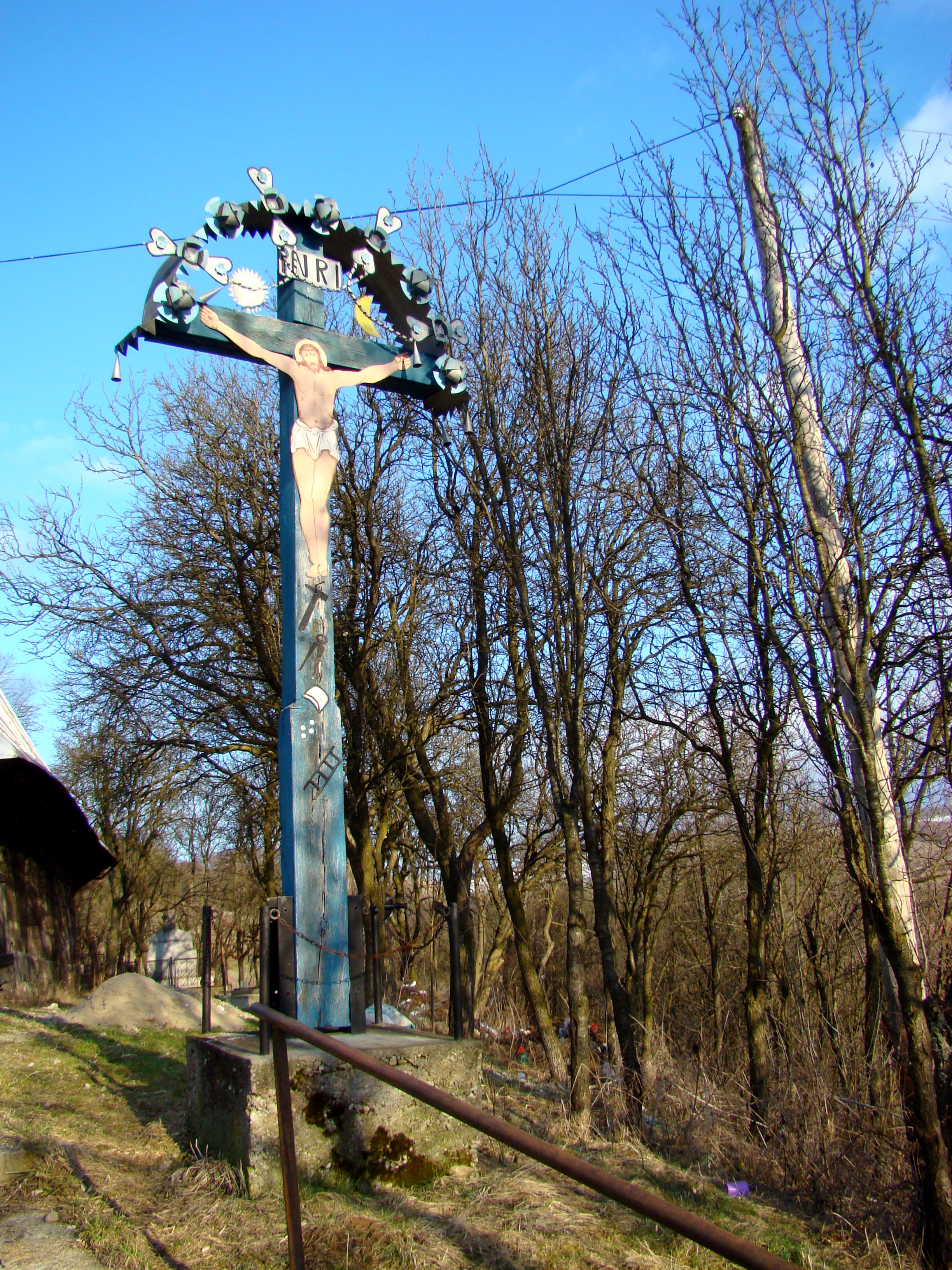
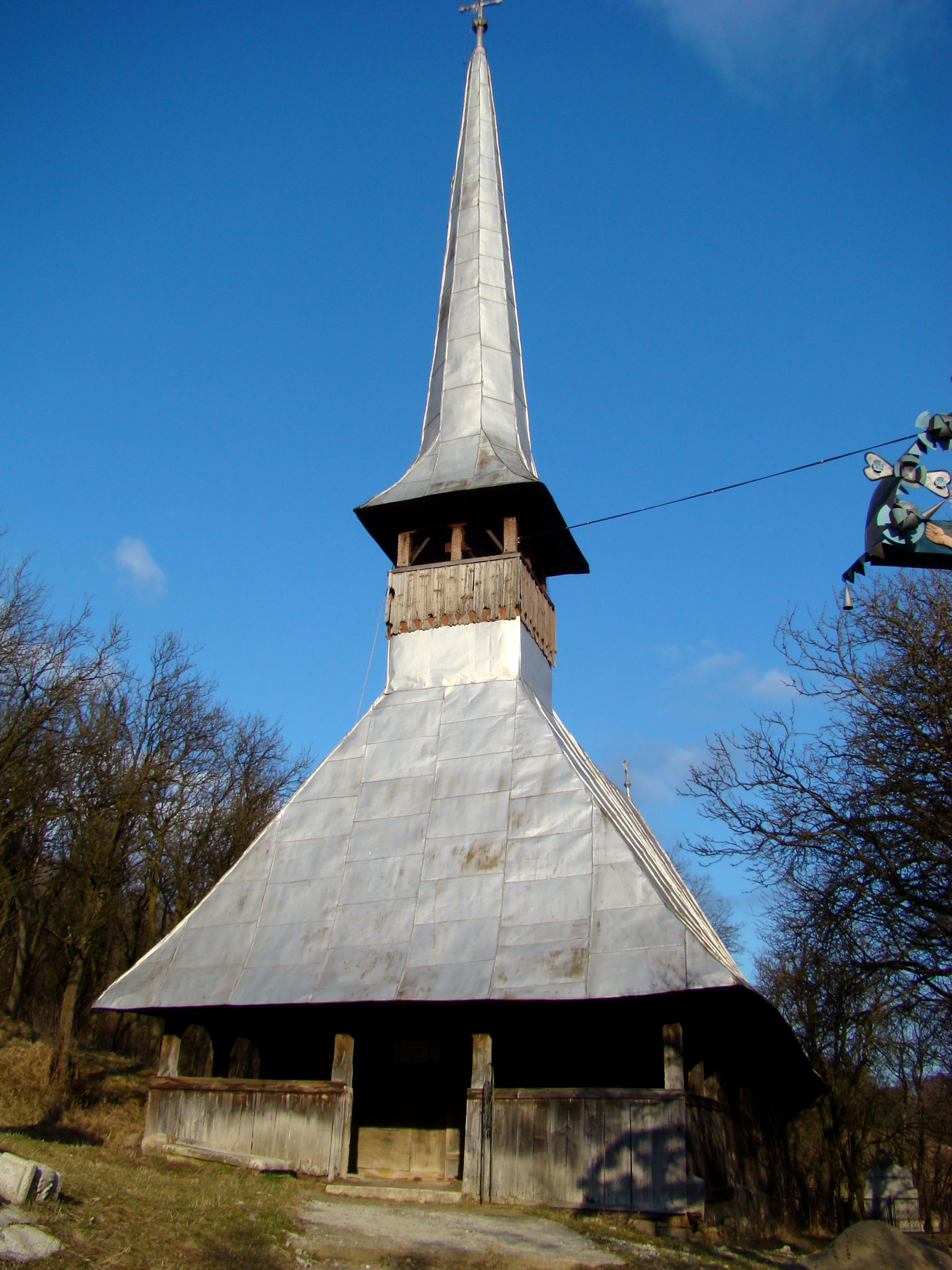
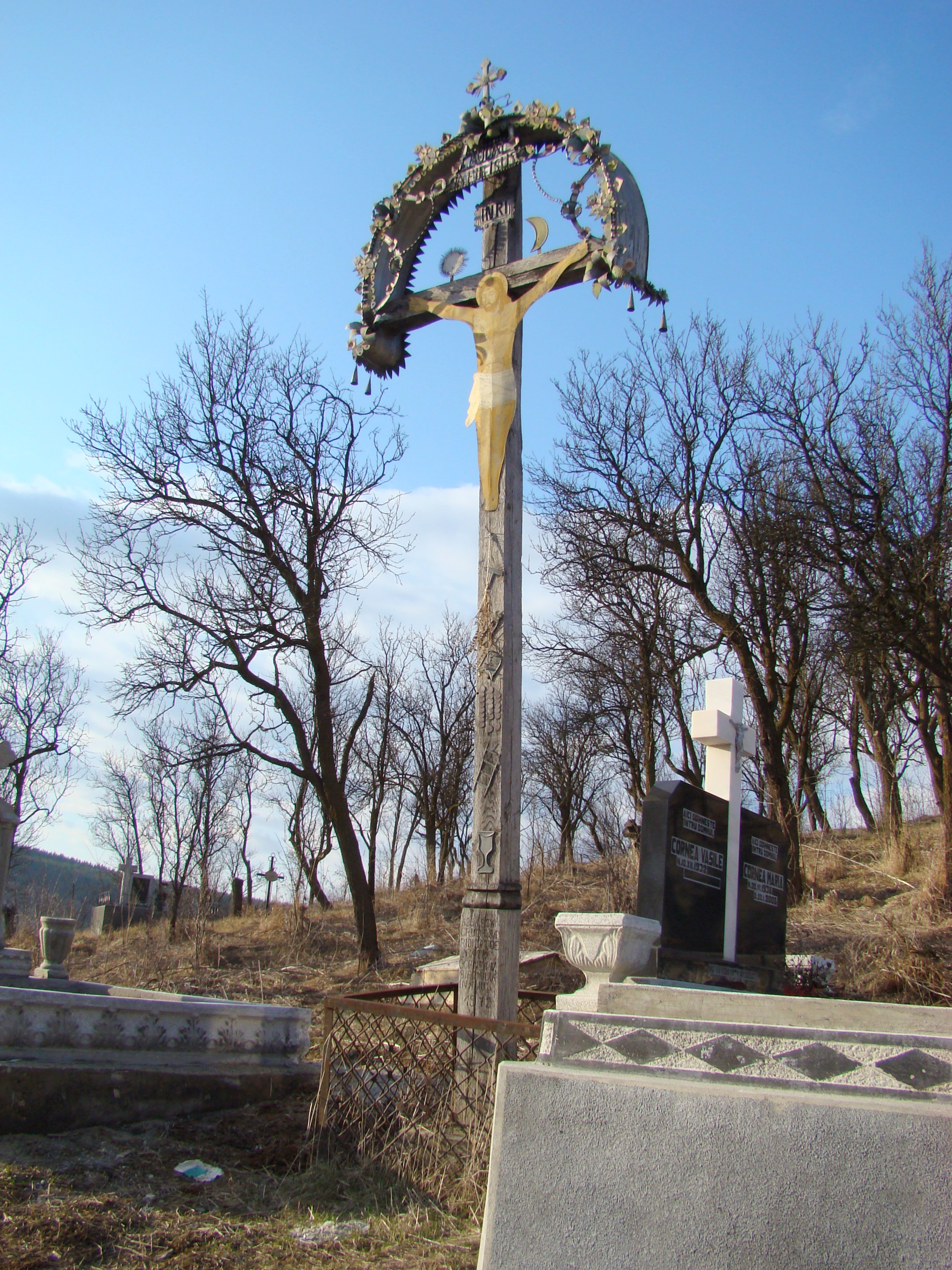
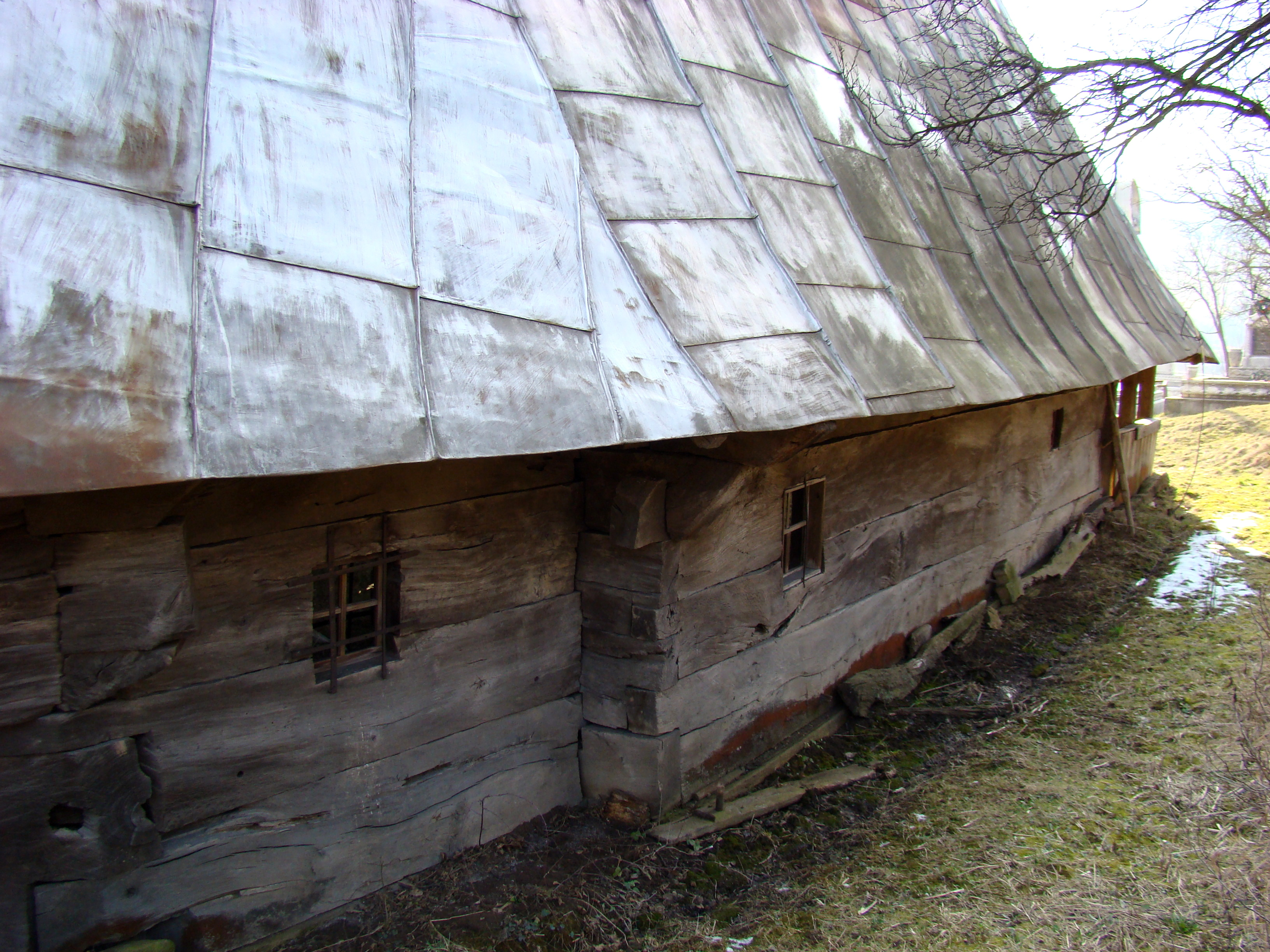
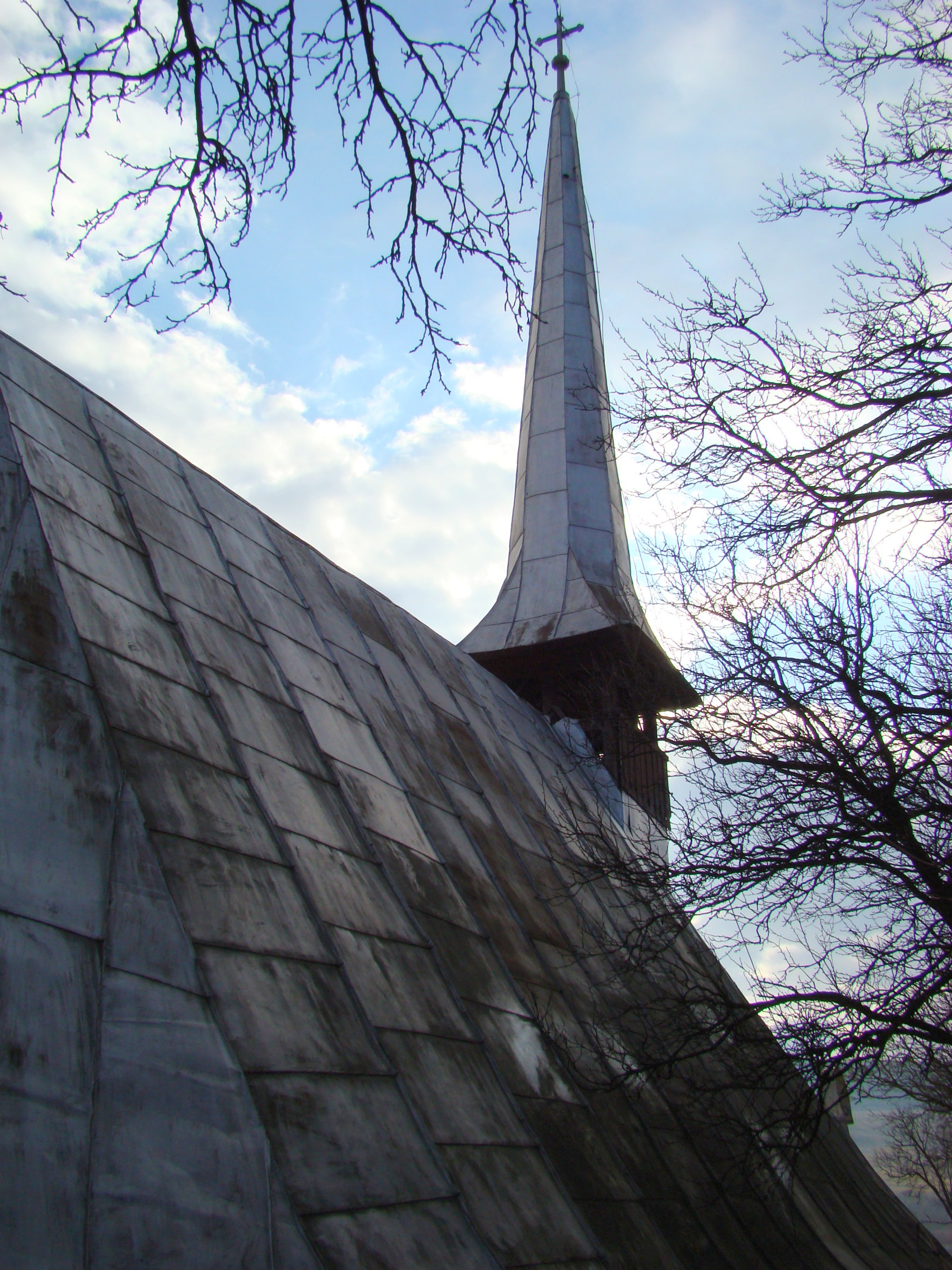
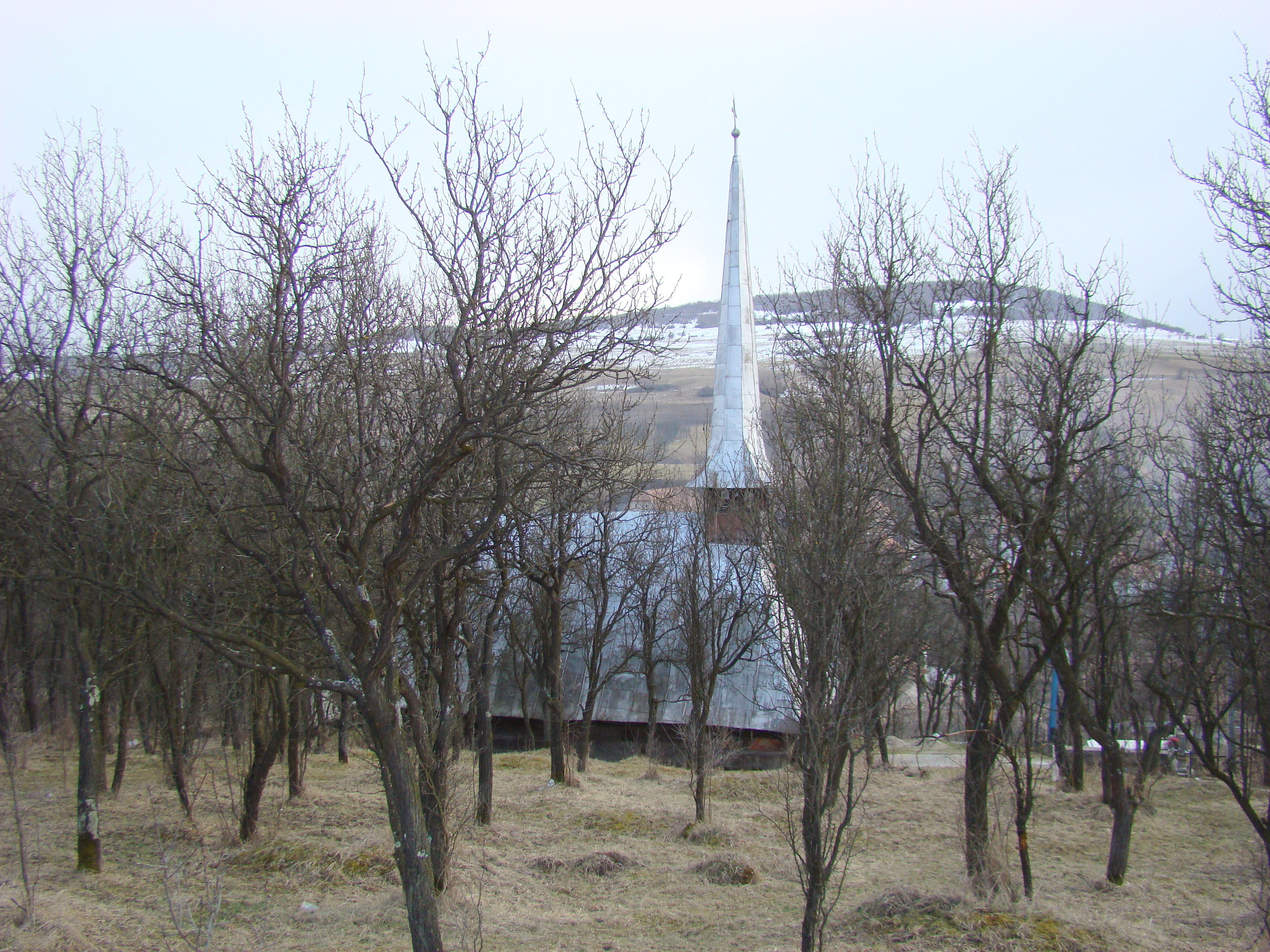
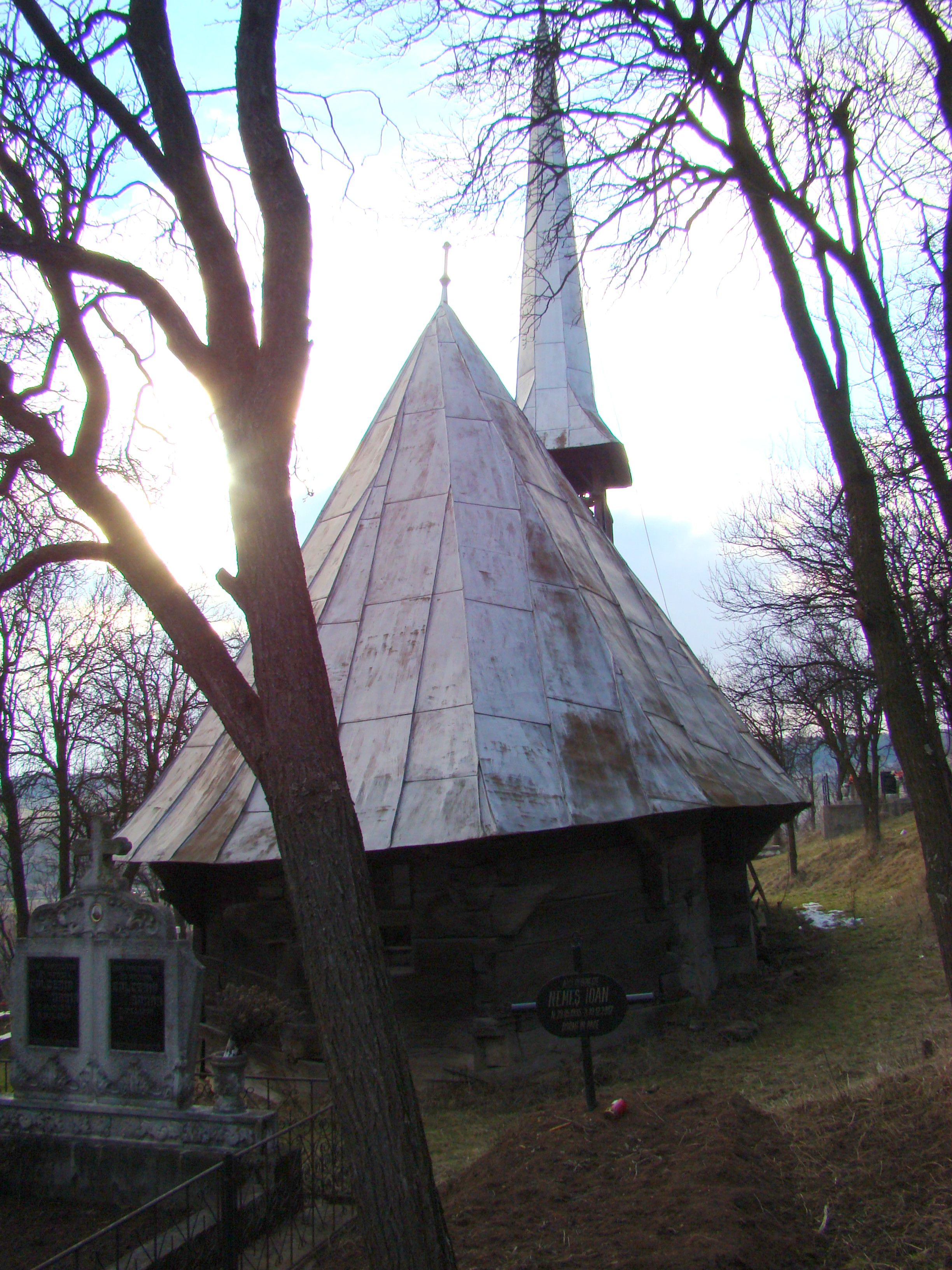
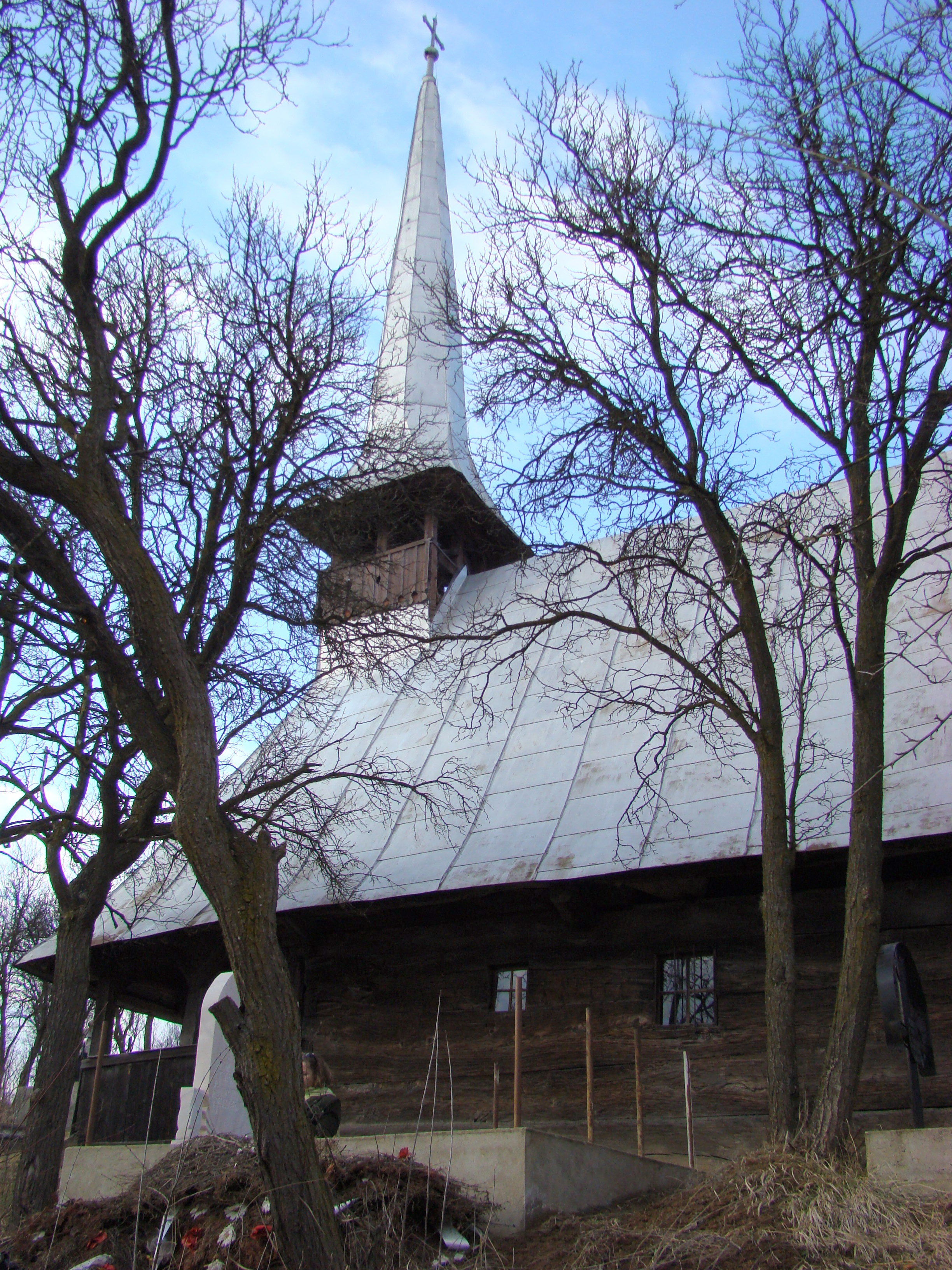
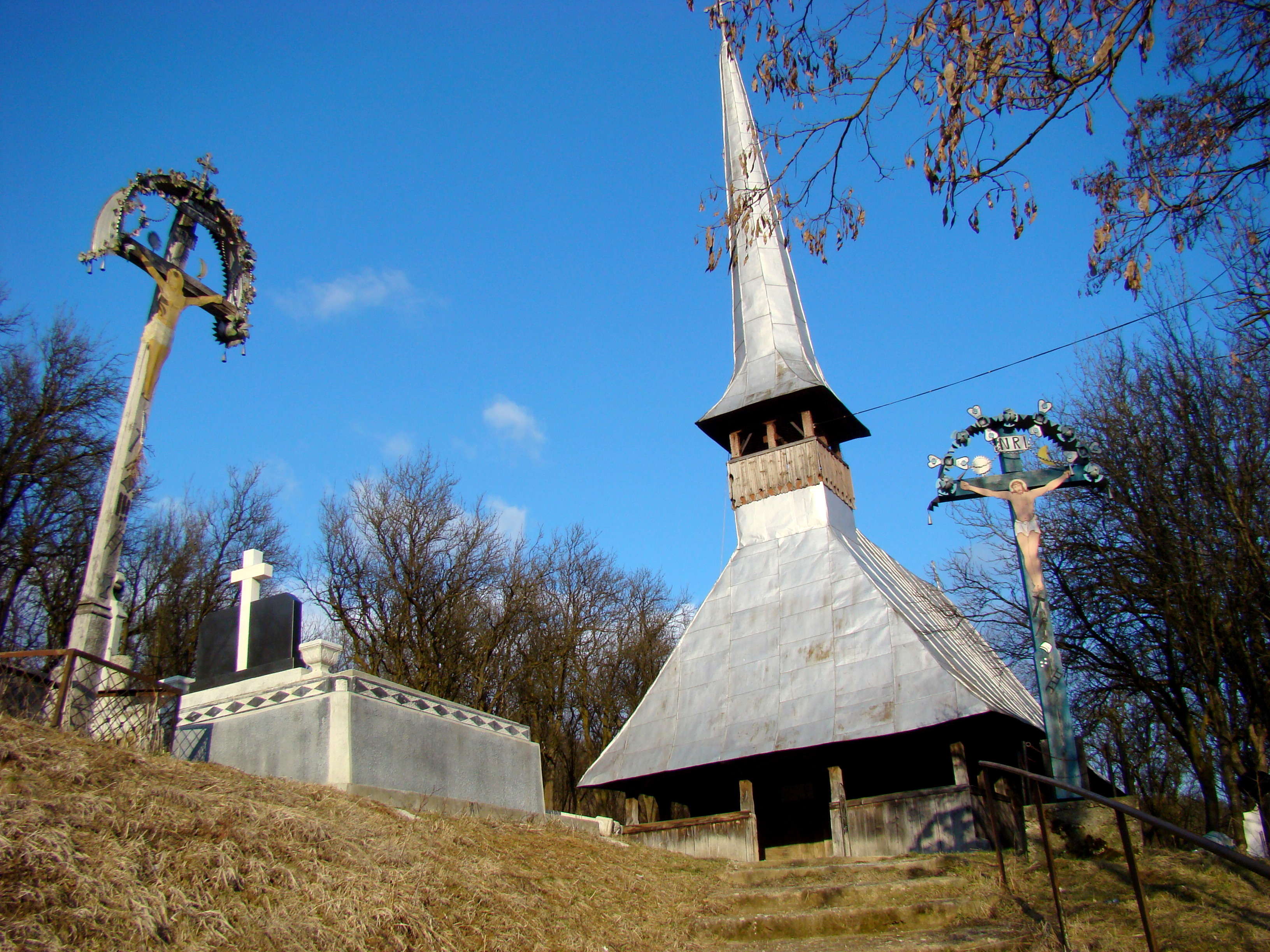
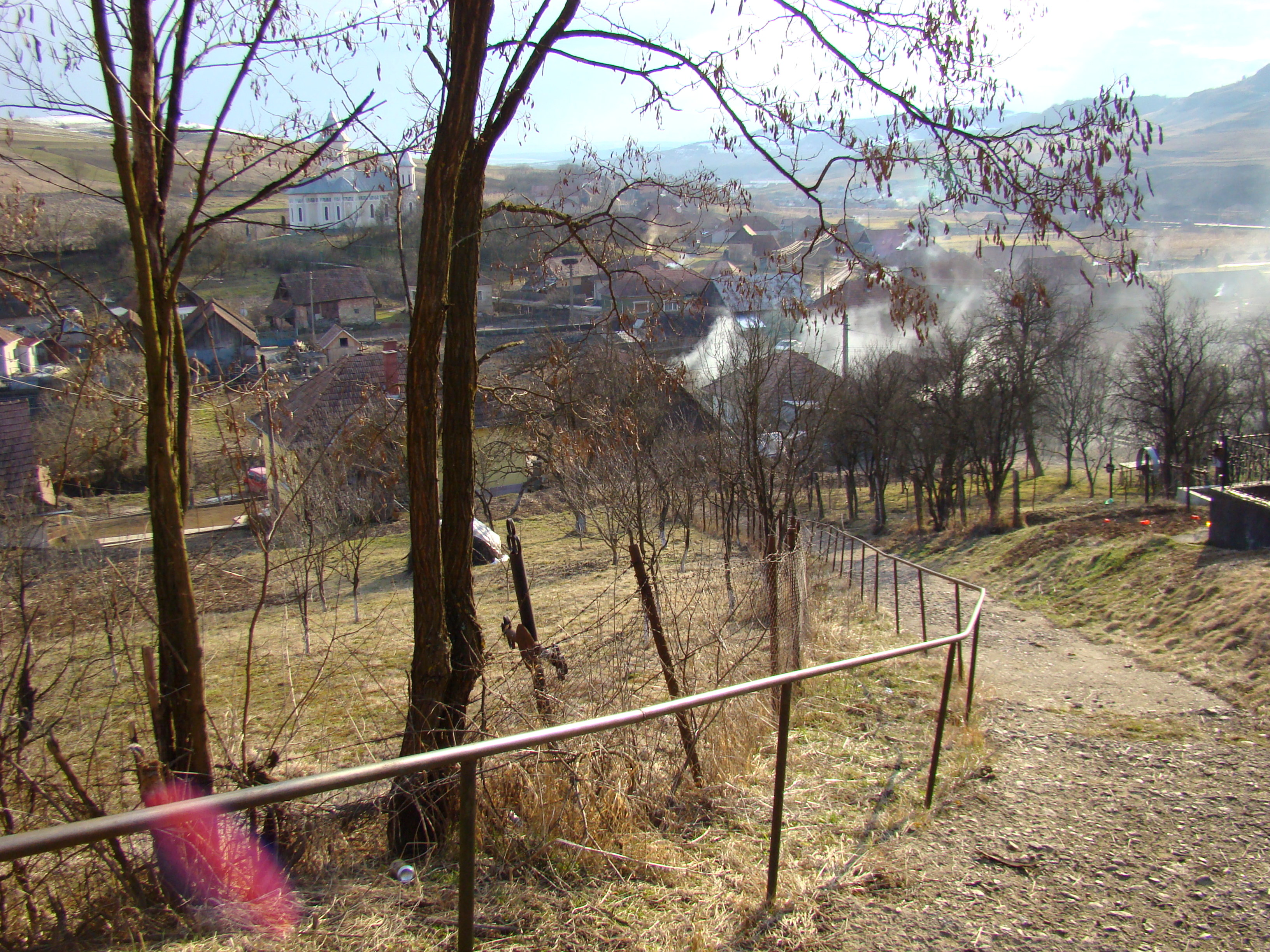
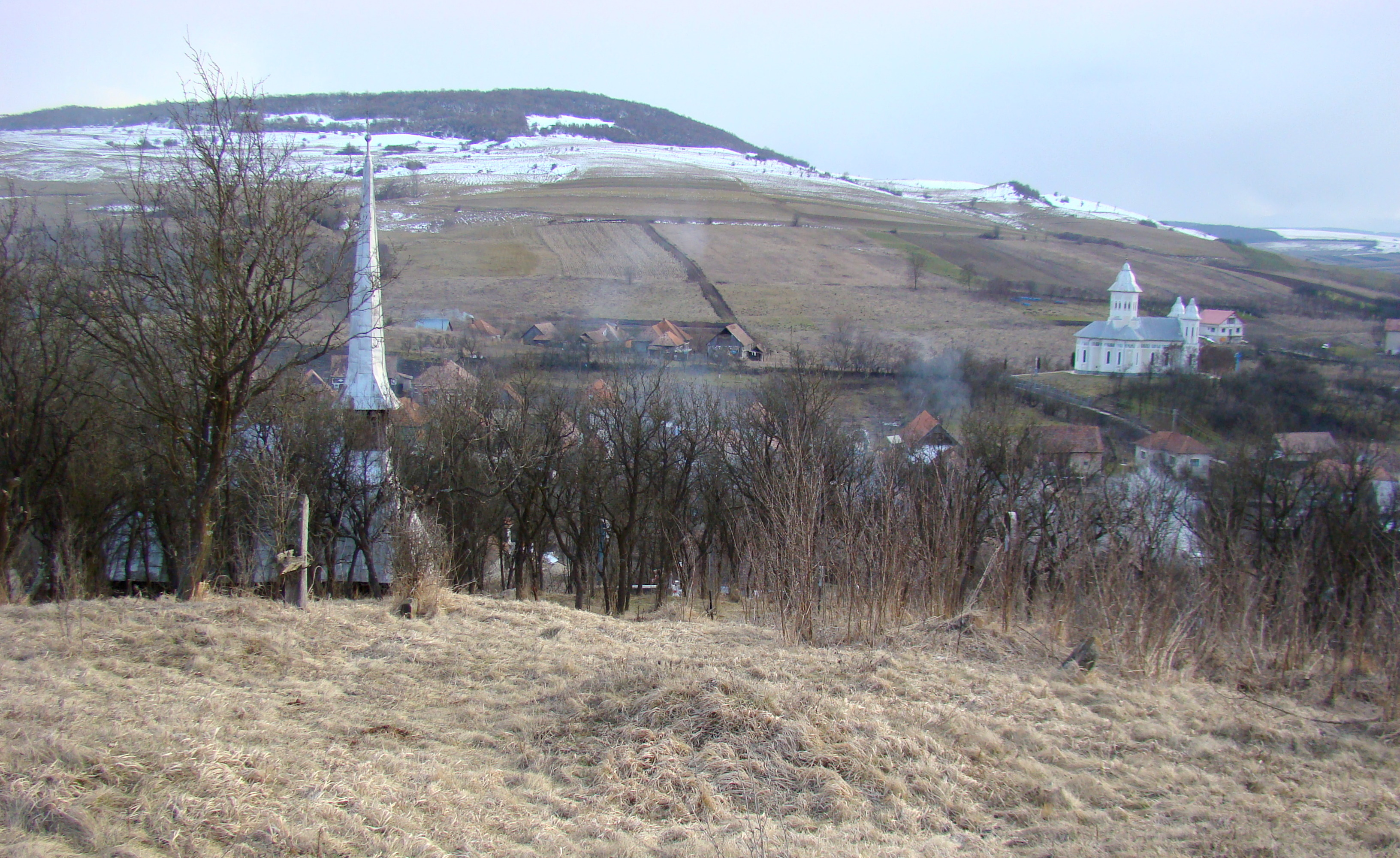
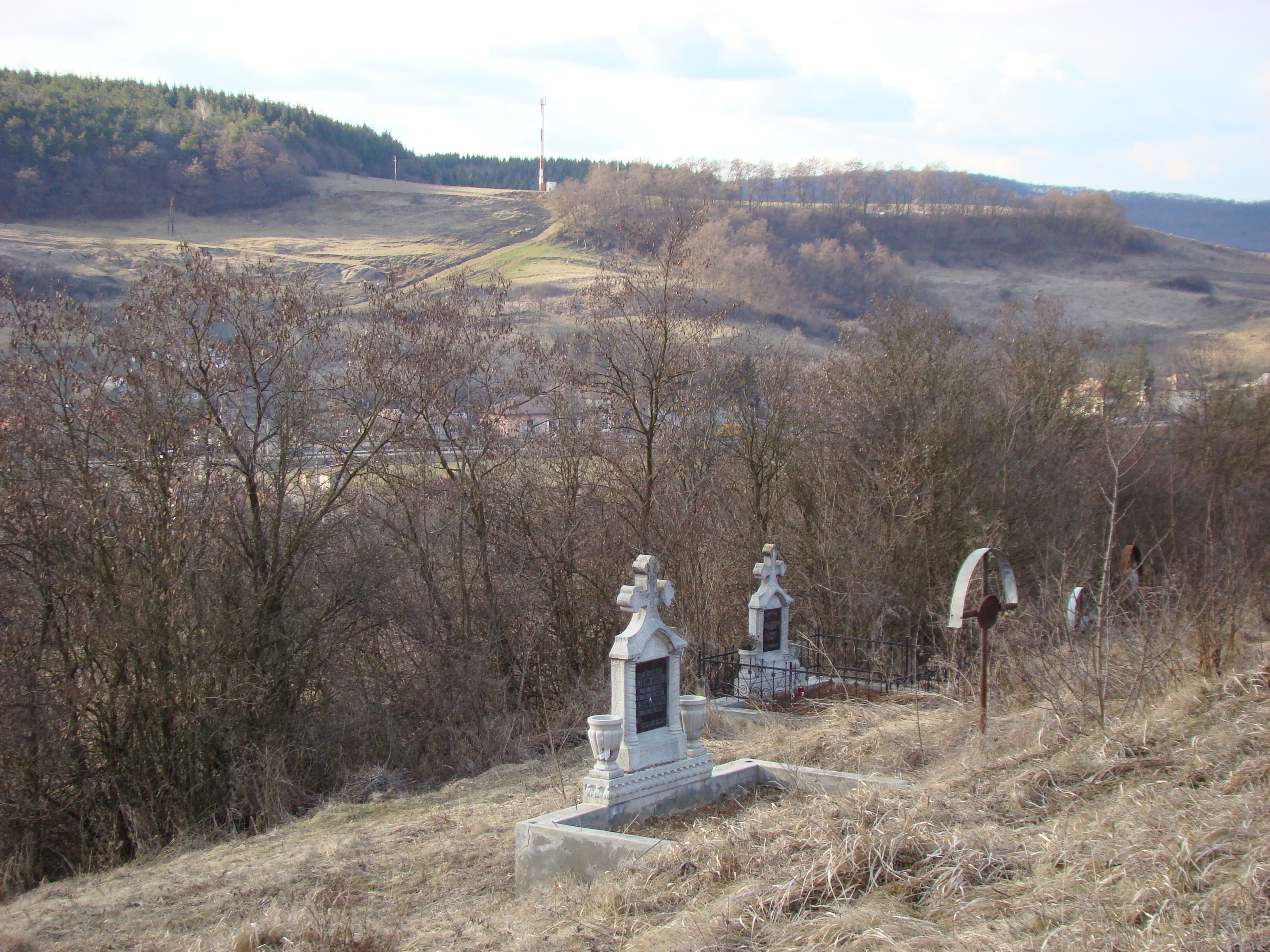

## Imagini din interior

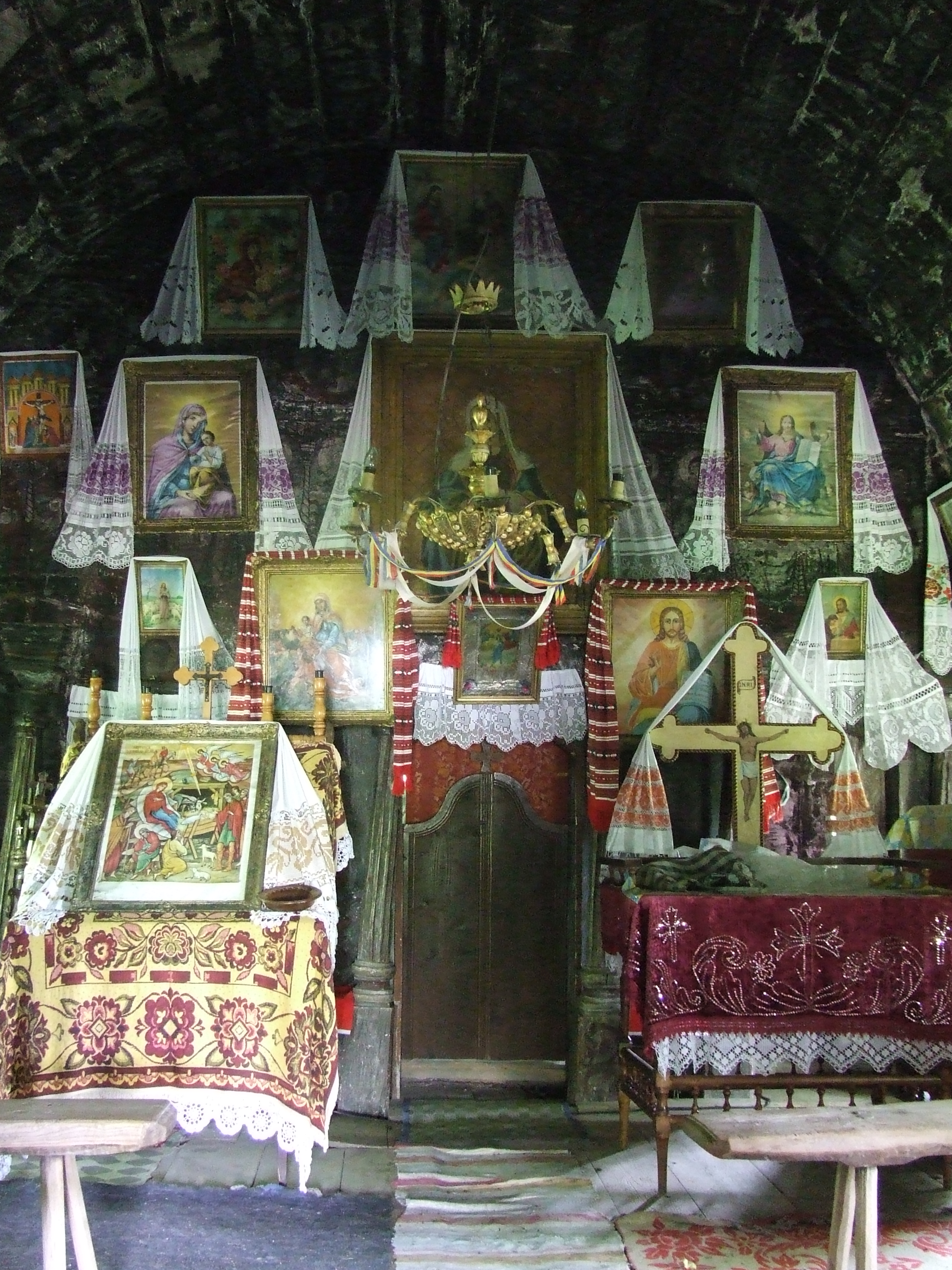
Iconostasul
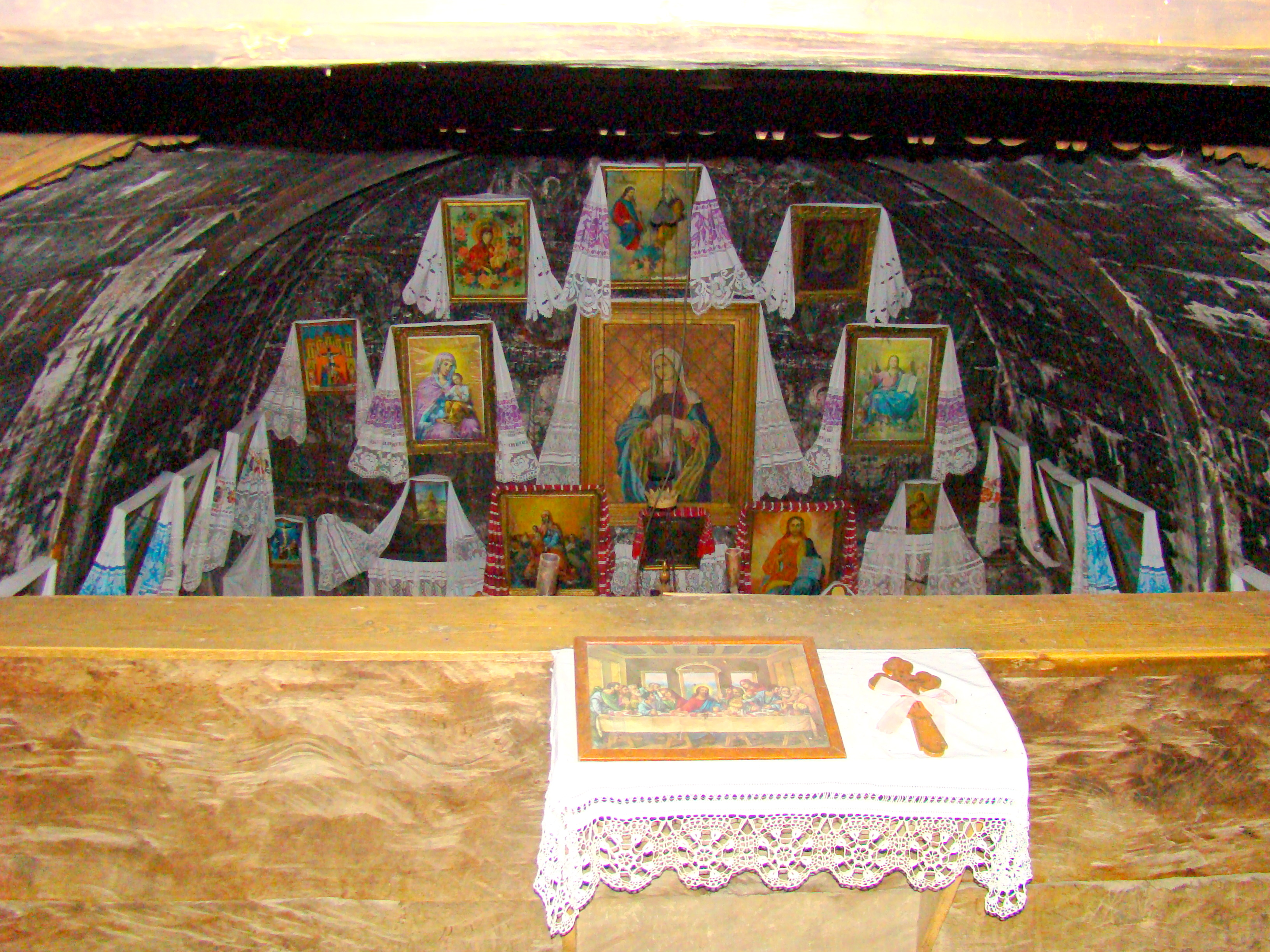
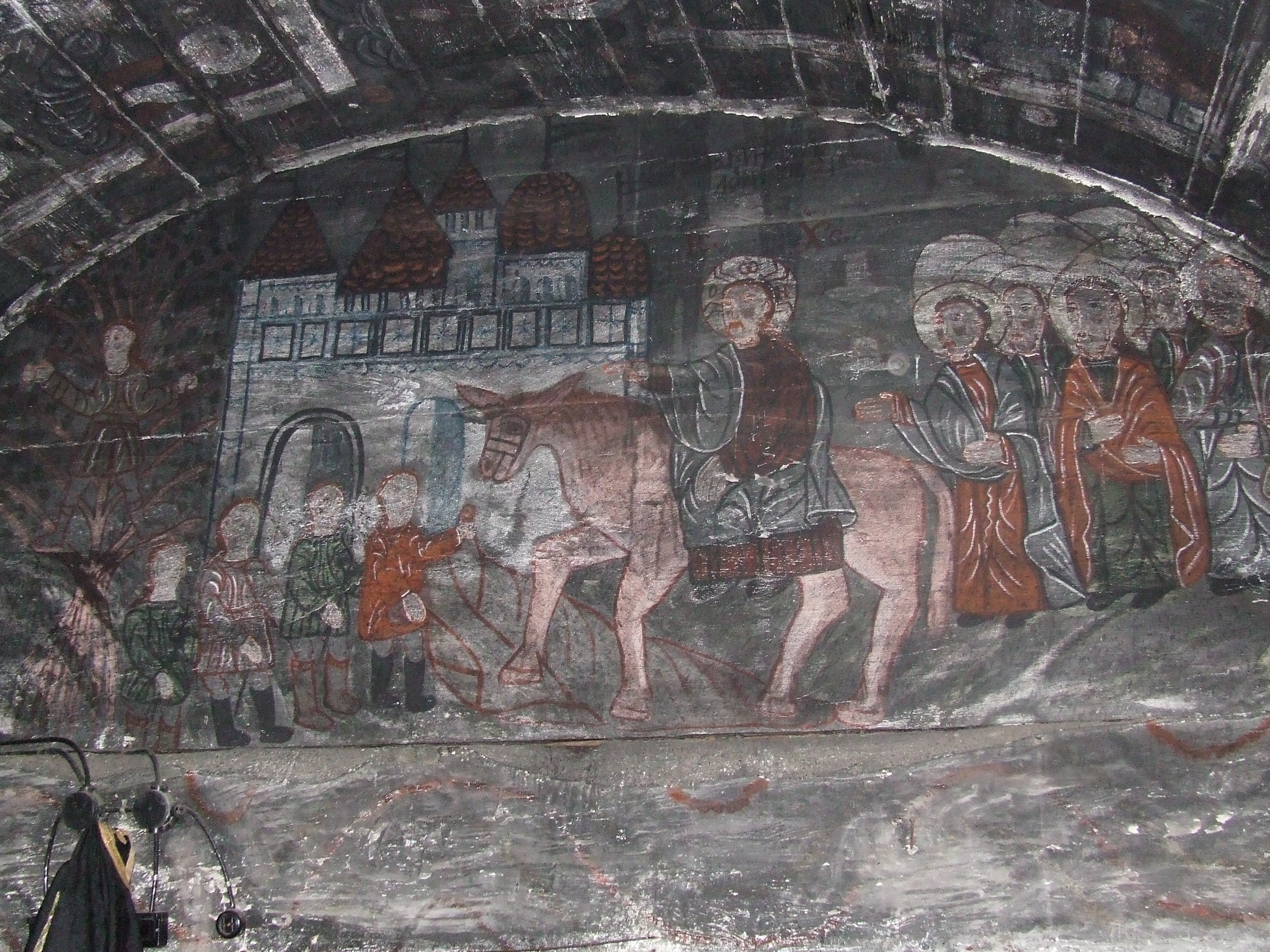
Intrarea Domnului în Ierusalim. Pictură din altar.
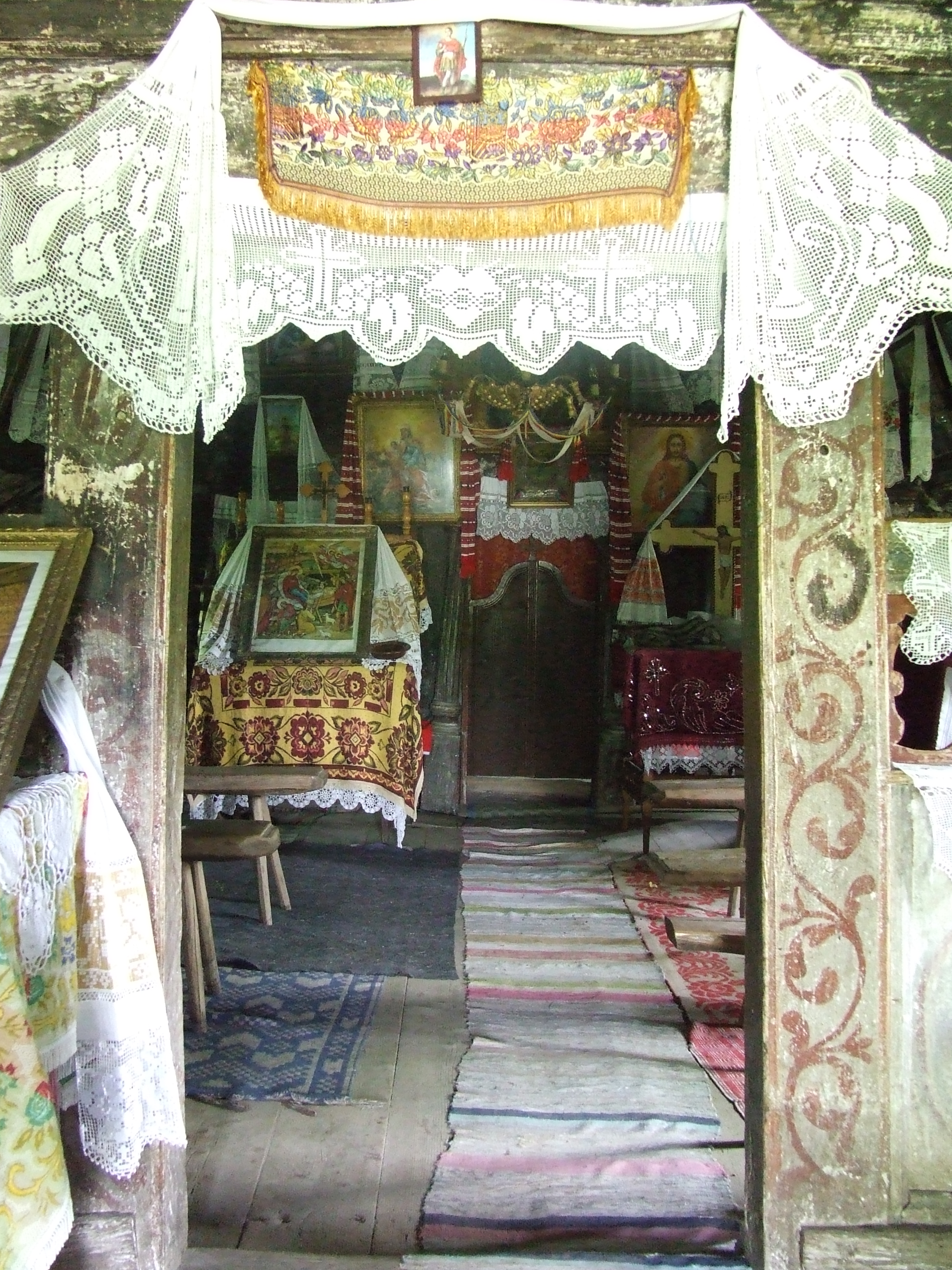
Portalul naosului. Vedere din pronaos.
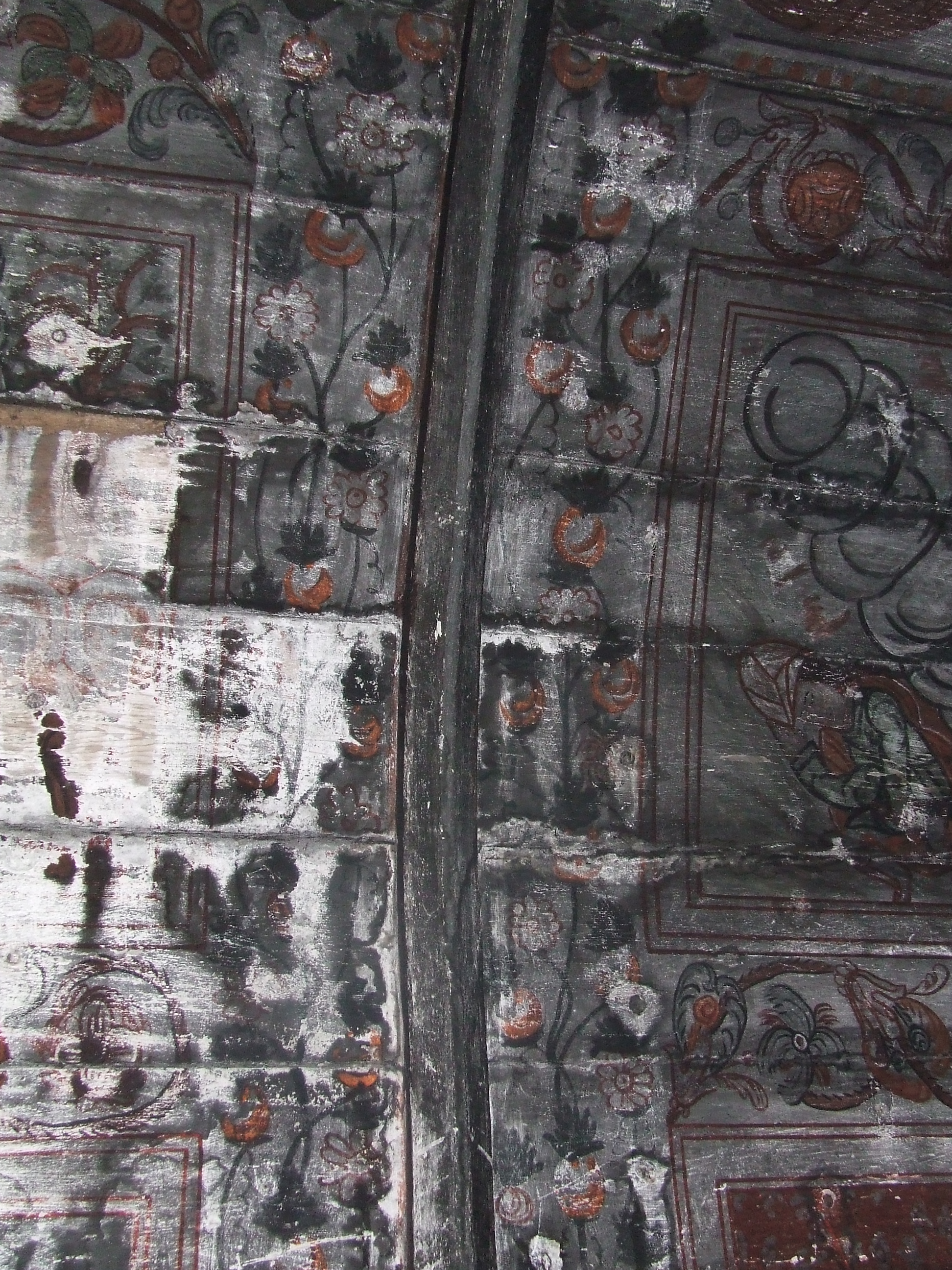
Fragment din arc-dublou.
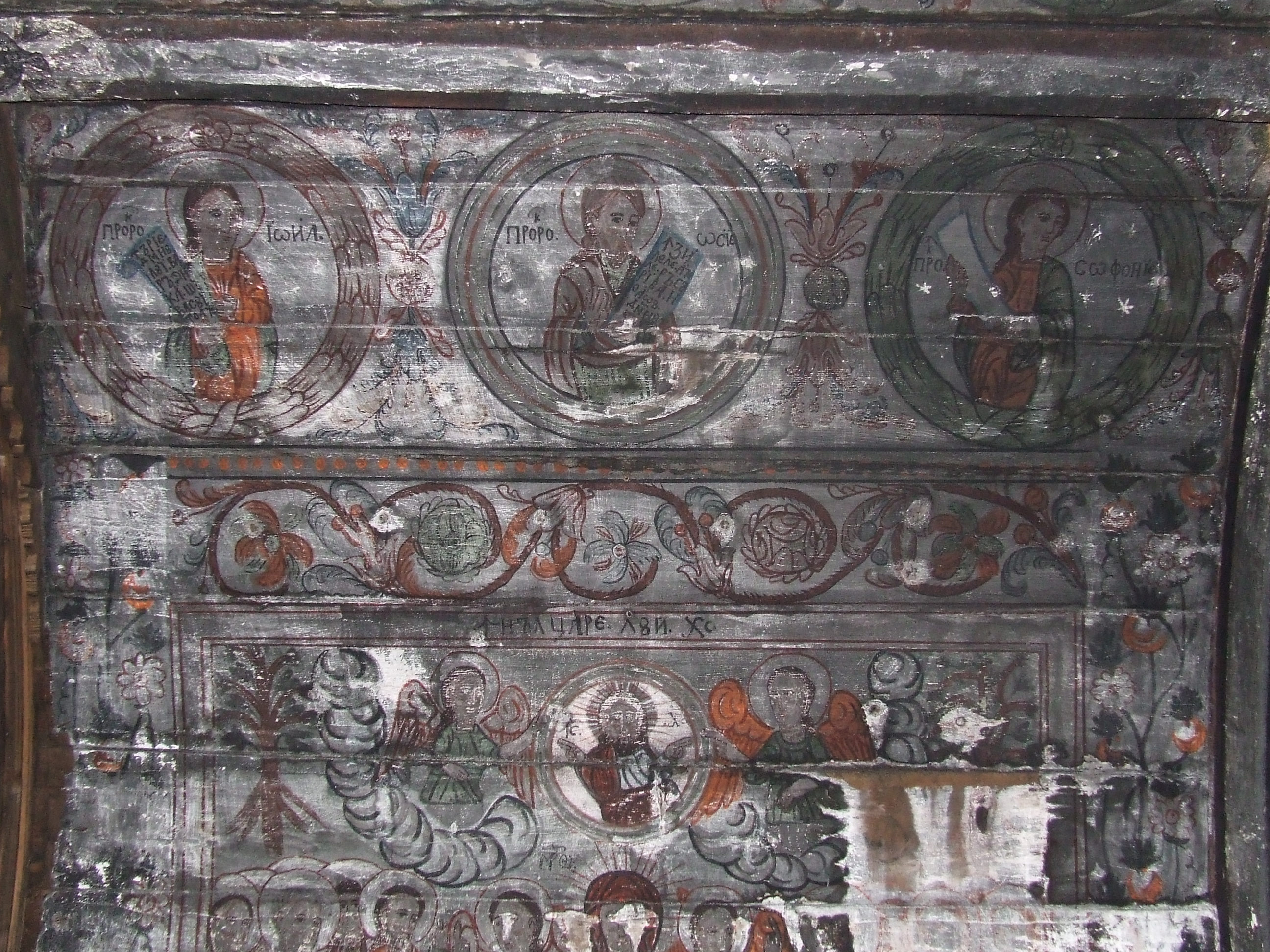
Pictură din naos.
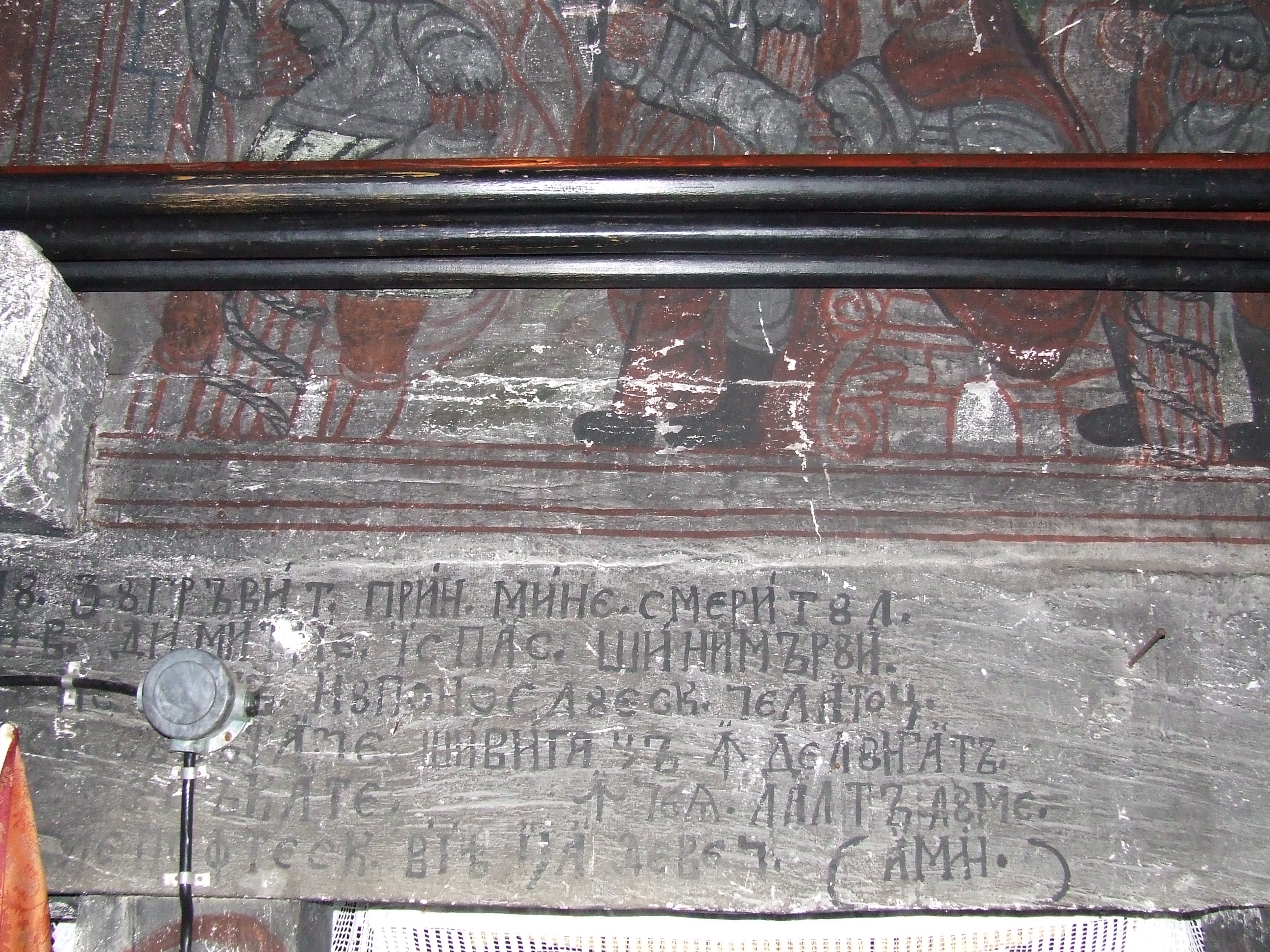
Inscripție
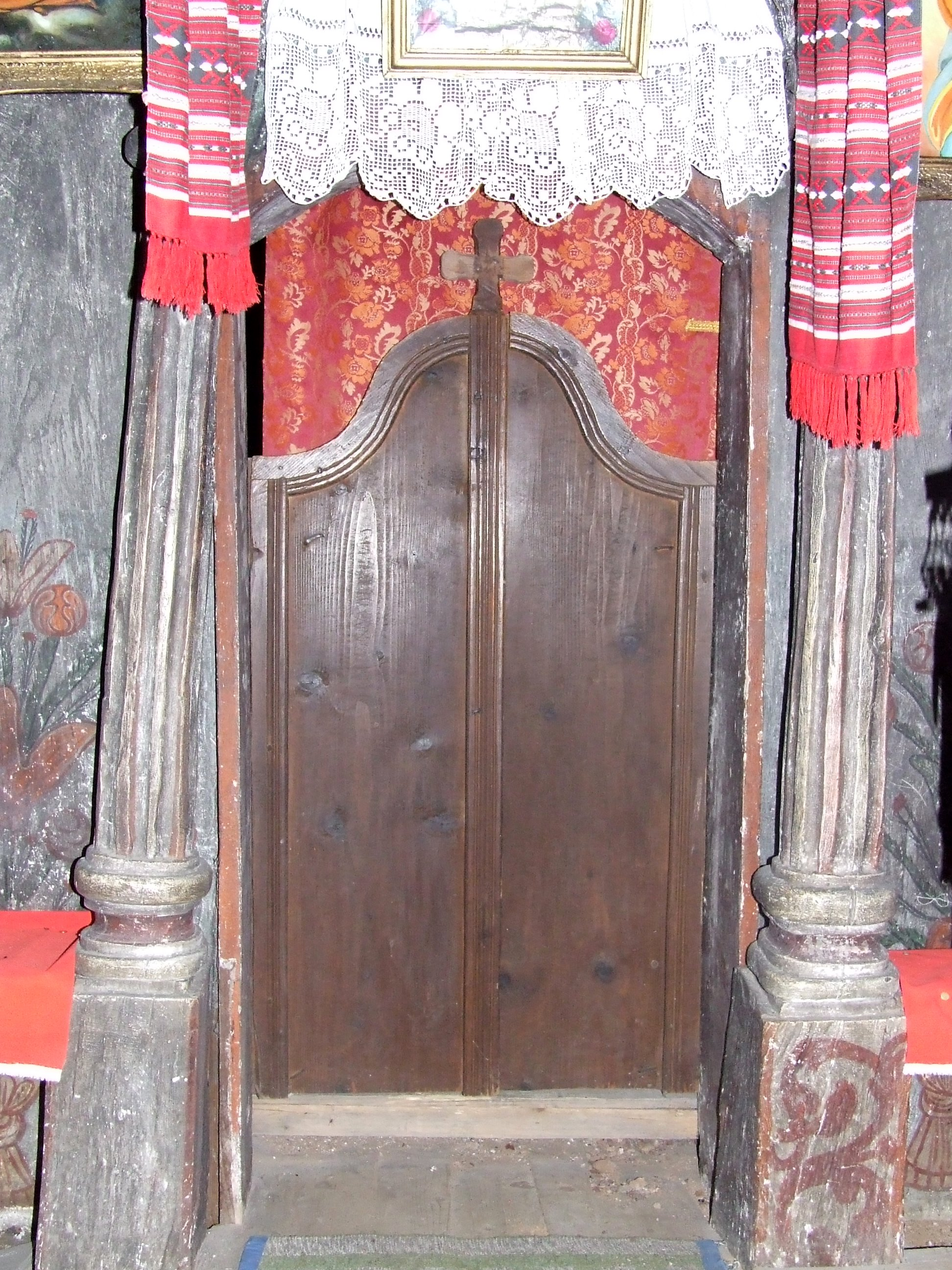
Ușile împărătești
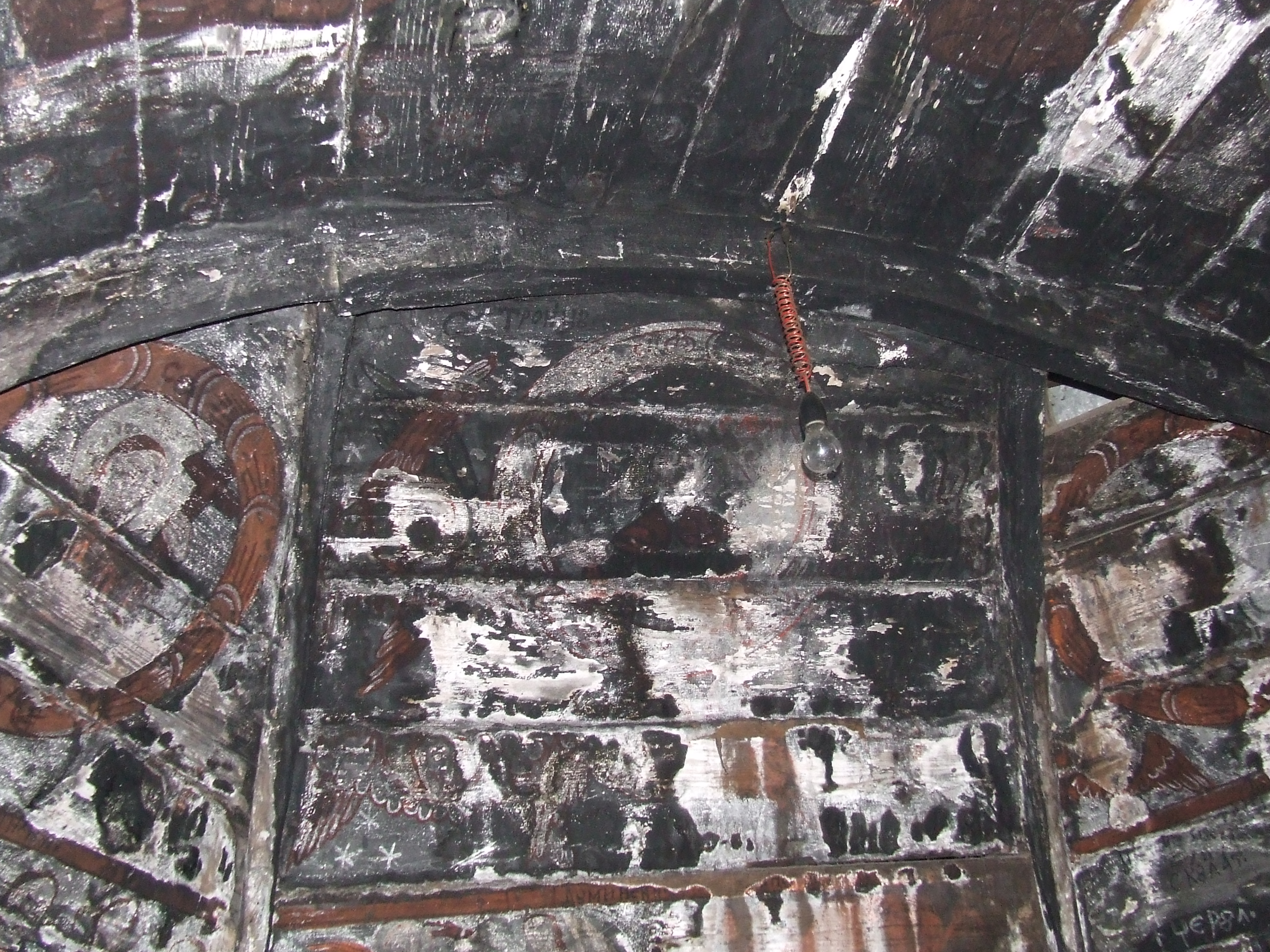
Structura bolții altarului.
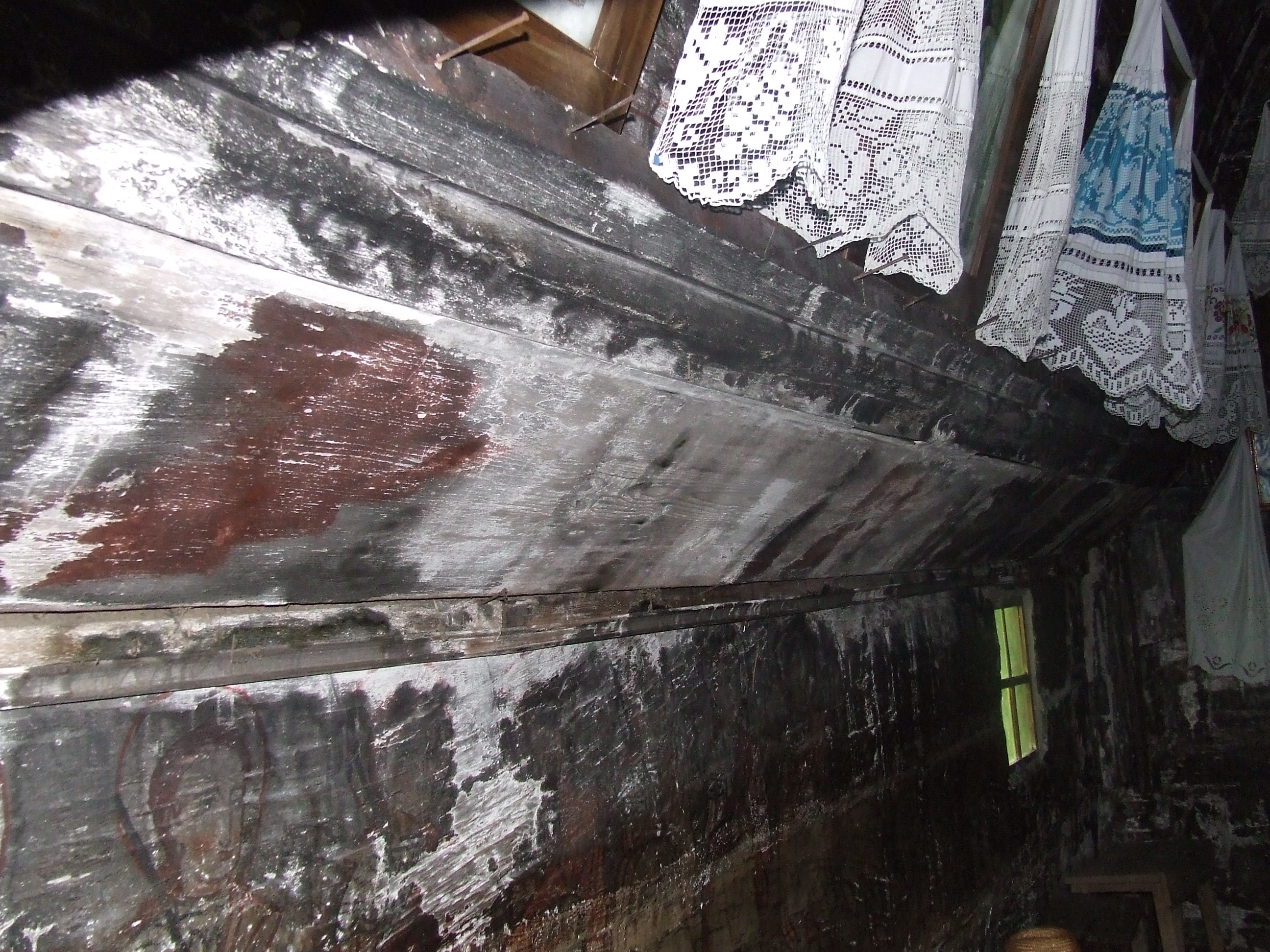
Detaliu perete naos.
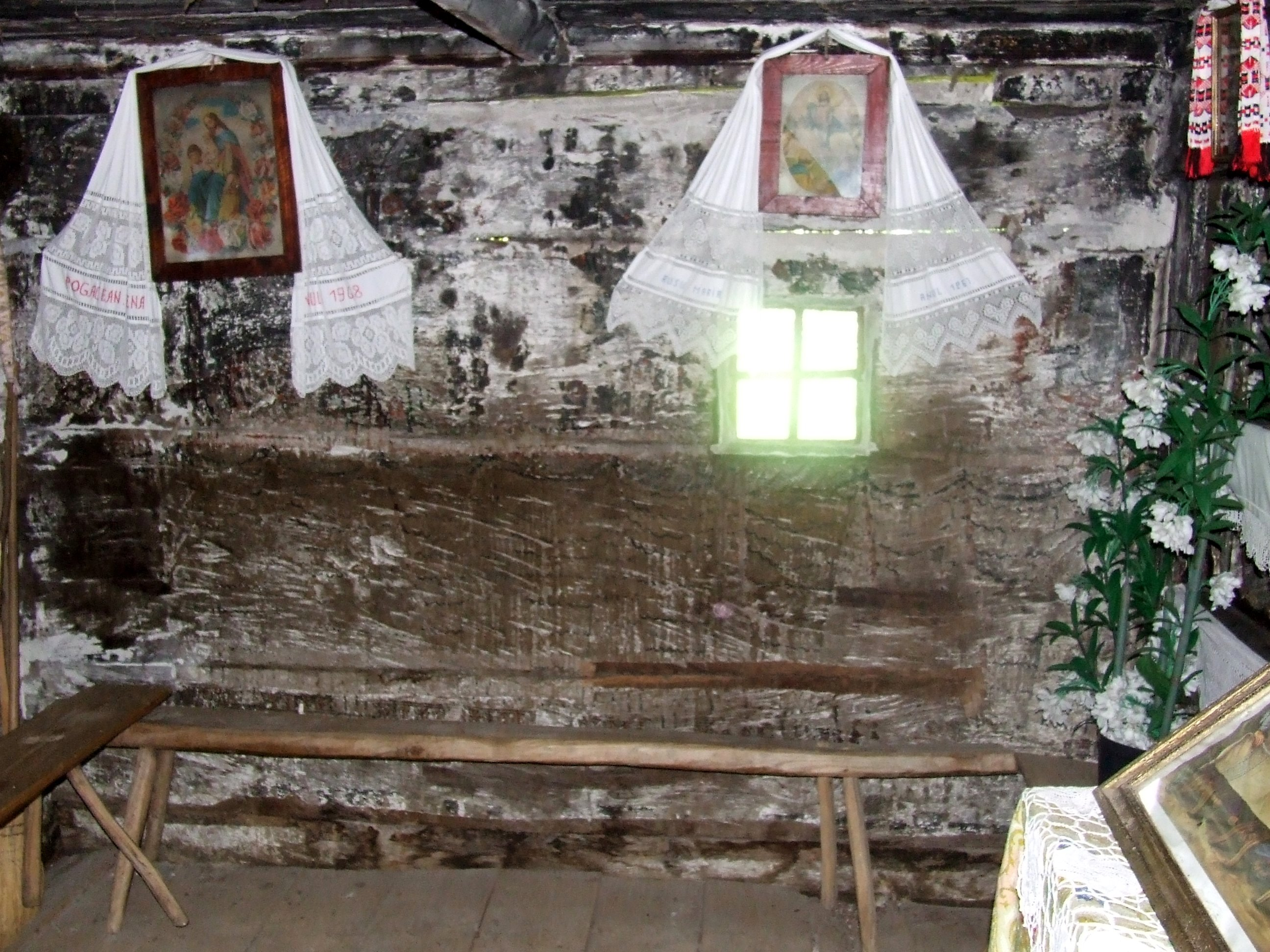
Vedere din pronaos.
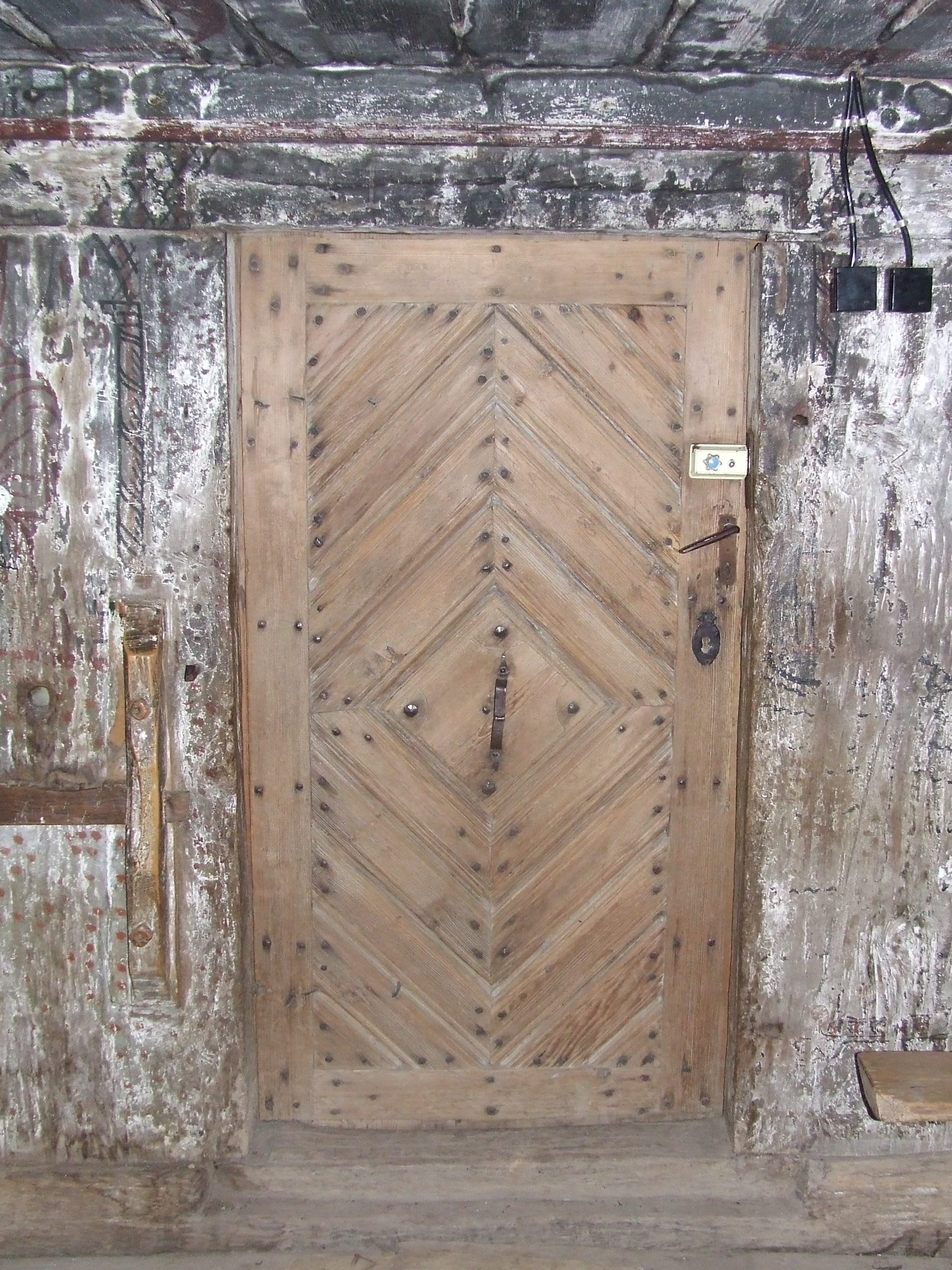
Ușa de la intrare. Vedere din pronaos.
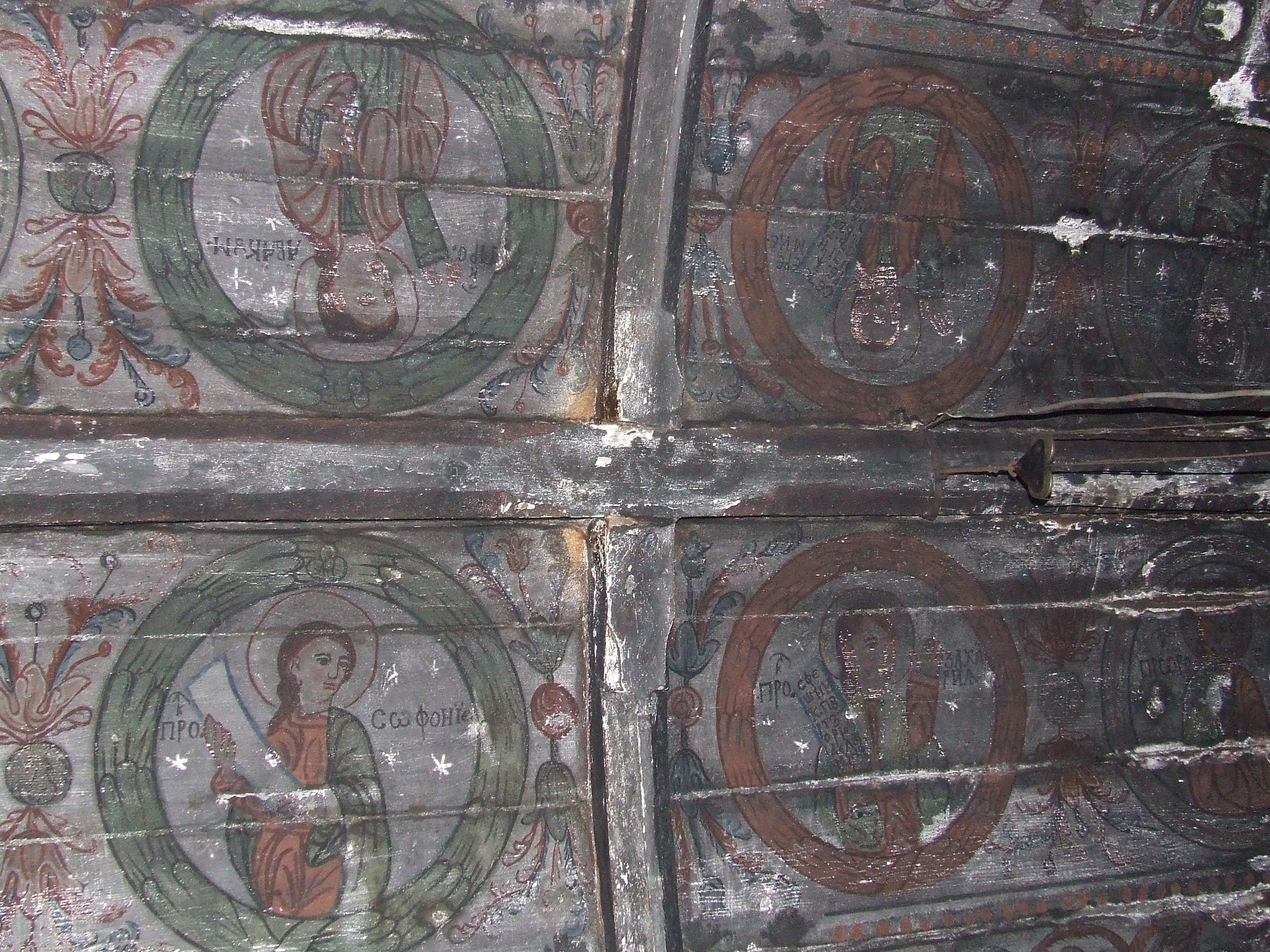
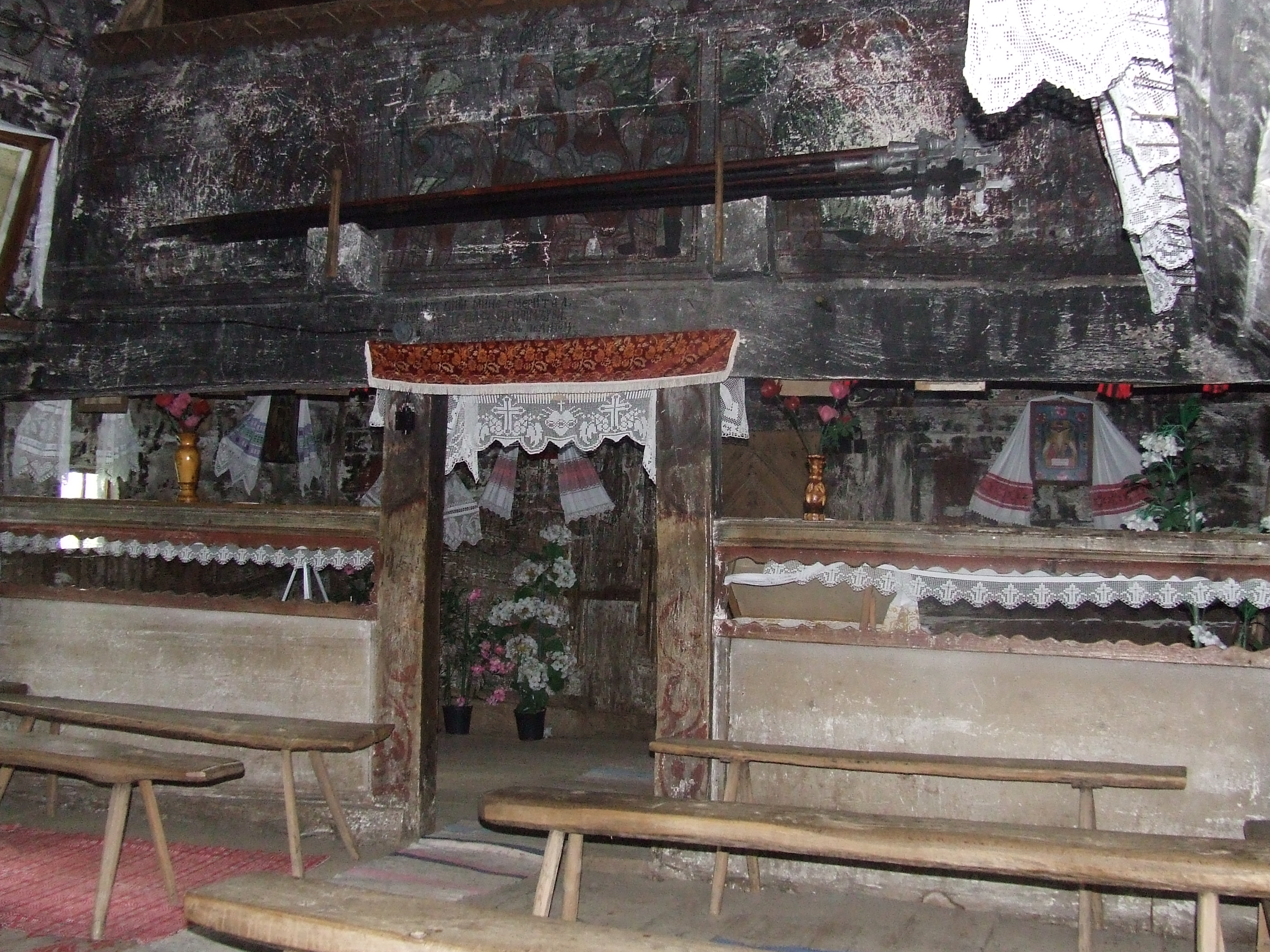
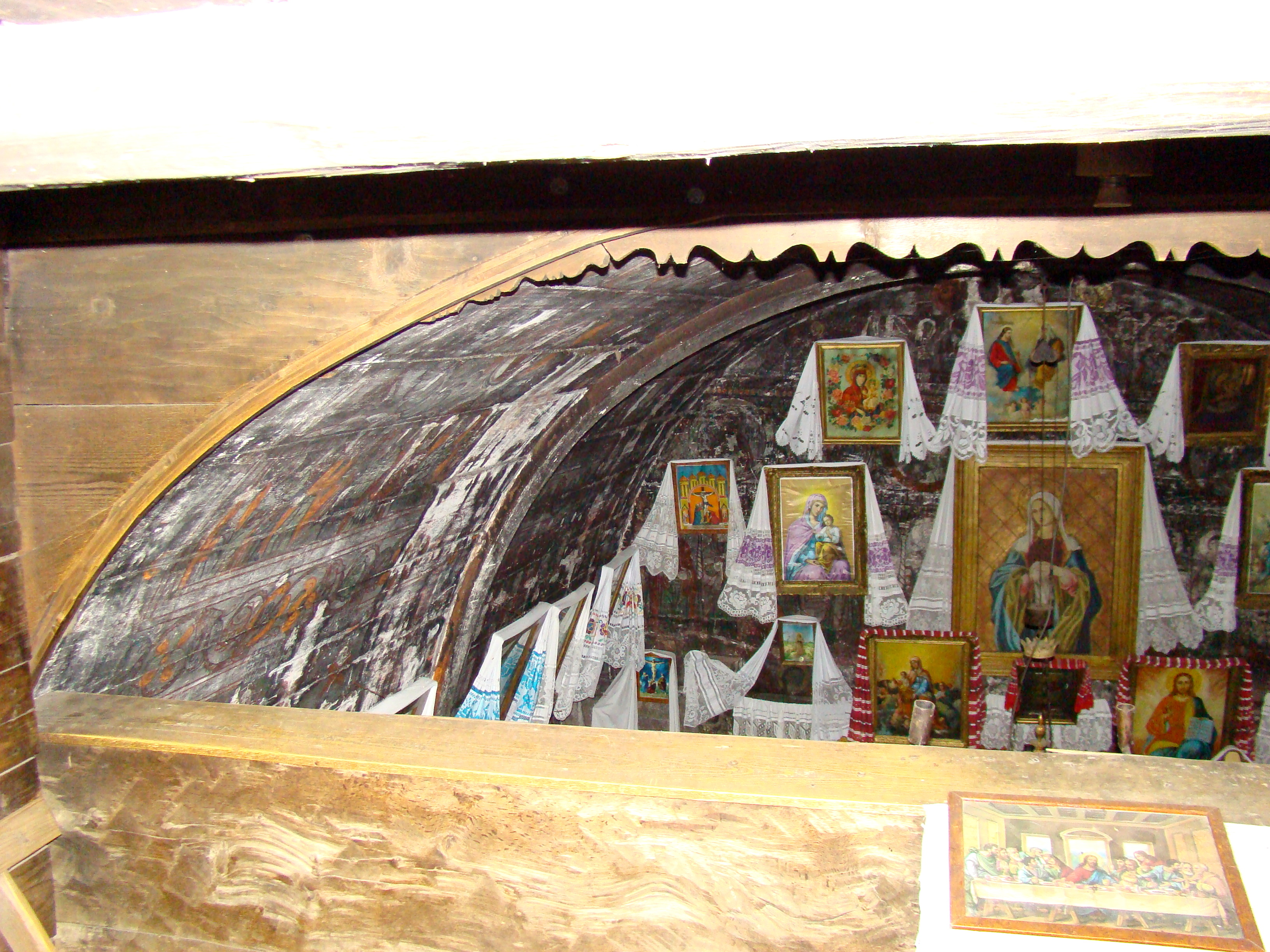
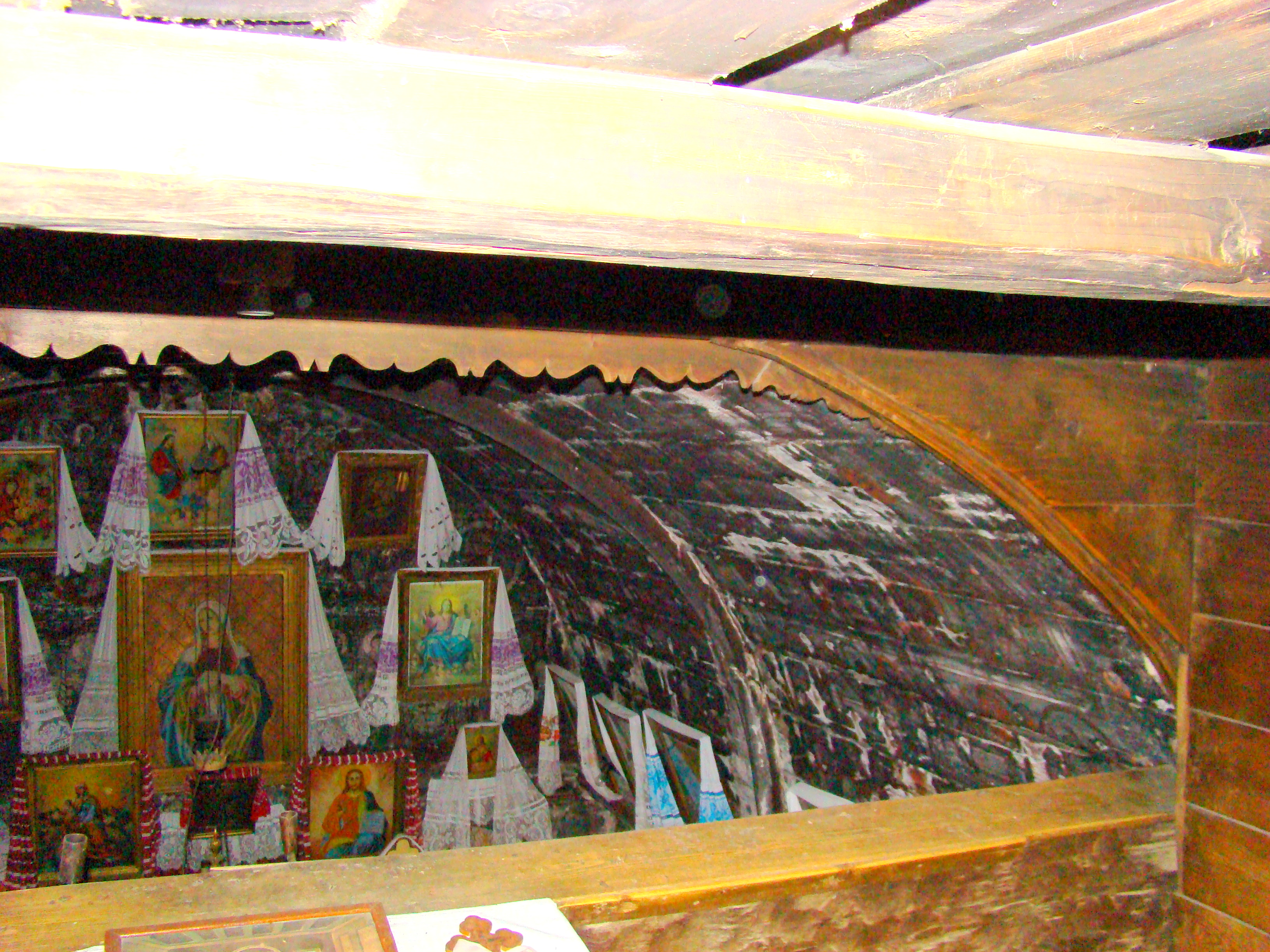